# حاسوب
- حاسوب مصنوع باستعمال الصمامات المُفرَّغة (إنياك)
- حاسوب مركزي
- حاسوب مكتبي
- حاسوب فائق
- مُشغِّل ألعاب مرئيَّة (مكعب ألعاب ننتيندو)
- هاتف ذكي

الحاسوب أو الحاسِب أو الحاسِبَة (بالإنجليزية: Computer) هو آلة يمكن برمجتها لتُنفِّذ آلياً سلسلة من العمليات الحسابية والمنطقية. يمكن للحواسيب الإلكترونية الرقمية الحديثة أن تُنفِّذ مجموعات من العمليات تُسمَّى البرامج، مما يَسمح لها بتنفيذ طَيفٍ واسعٍ من المُهِمَّات. يُشير مصطلح نظام حاسوبي عموماً إلى حاسوبٍ فيه برمجيات وعَتاد ونظام تشغيل، بالإضافة إلى الطَّرفيات الضرورية لإتمام العمليات، وقد يُشير المصطلح نفسه إلى مجموعة من الحواسيب الموصولة ببعضها البعض، والتي تعمل معاً مثل شبكات الحاسوب وعناقيد الحَوسَبة.
يعتمد طَيفٌ واسعٌ من التطبيقات الصِّناعية والمنتجات الإلكترونية الاستهلاكية على الحواسيب بوصفها أنظمة تحكُّم. ويشمل هذا الطيف الأجهزة البسيطة محدَّدة الاستعمال، مثل: فُرن الأمواج الصُّغريَّة، وأجهزة التحكم عن بعد؛ والأجهزة البسيطة عامة الاستعمال، مثل: الحواسيب الشخصية، والأجهزة المحمولة باليد، والهواتف الذكية؛ والأجهزة الصناعية، مثل الإنسالات الصناعية.
ساعدت المَعاديد الناس في إنجاز الحسابات البسيطة منذ أقدم الأزمنة، وكان هذا هو الهدفُ من تطوير الحواسيب الأولى. بُنيت أيضاً آلات ميكانيكية في بدايات الثورة الصناعية لعمل المهمات الطويلة المُمِلَّة، مثل توليد أنماط هندسية تكرارية لعمل المناسِج. ثُمَّ طُوِّرت آلات كهربائية ميكانيكية أكثر تعقيداً في مطلع القرن العشرين اعتمدت على الإلكترونيات التماثلية، أما أوَّل آلات الحِساب الرقمية، فقد طُوِّرَت في أثناء الحرب العالمية الثانية، واعتُمِدَ التصميم الميكانيكي الكهربائي والصمامات المُفرَّغة معاً. طُوِّرت ترانزستورات أشباه الموصولات في أواخر عقد الأربعينيات من القرن العشرين، تلاها ترانزستورات الأثر الحقلي للأكاسيد المعدنية لأشباه المُوصِلات المَبنيَّة على ركيزة من السيلكون، تلاها تقانات رقائق الدارات المتكاملة في أواخر الخمسينيات وصولاً إلى المعالجات الصغرية في السبعينيات. زادت سرعة الحواسيب وقدراتها ومجالاتها زيادة كبيرة منذ ذلك الوقت، مع زياد سريعة في عدد الترانزستورات في الشريحة (يتضاعف هذا العدد مرة كل سنتين حسب قانون مور) وصولاً إلى الثورة الرقمية في أواخر القرن العشرين ومطلع القرن الحادي والعشرين.
يتكون الحاسوب المعاصر عموماً من عنصر معالجة واحد على الأقل، غالباً ما يكون وحدة معالجة مركزية بهيئة معالج صغري، ويُلحَق بها ذاكرة مكونة من رقائق أشباه مُوصِلات بالإضافة لأجهزة الإدخال، مثل لوحة المفاتيح والفأرة، والإخراج مثل الشاشة والطابعة، والإدخال والإخراج مثل شاشة اللمس. يُنفِّذ عنصر المعالجة العمليات الحسابية والمنطقية، في حين تعمل وحدة التحكم فيه على تغيير ترتيب العمليات بما يتوافق مع المعلومات المخزَّنة. أما أجهزة إدخال البيانات وإخراج المعلومات، فتَربط عنصر المعالجة بالعالم الخارجي.

## التأثيل
كلمة حاسوب بالإنجليزية هي (computer)، وتُشتق من الفعل (بالإنجليزية: Compute) وهو يعني حَسَبَ أو حَدَّدَ قيمة ما باستعمال العمليات الحسابية أو الرياضية، أما (computer) فهي تدل على من يعمل الحِساب، فإما أن يكون شخصاً يُجري الحساب، وهو أول معنى لهذه الكلمة وأقدمها، ويرجع استعماله إلى قرابة سنة 1646م، وإما أن يُشير إلى آلة حِساب، وبخاصةٍ إلكترونية، تُجري عمليات رياضية ومنطقية، ويرجع أقدم استعمال مُوثَّق للكلمة بهذا المعنى لسنة 1897م.
أما في العربية، فسواء أسمَيت الآلة حاسوباً أو حاسباً أو حاسبةً، فالجذر هو (ح س ب)، وقد أورد لسان العرب ست دلالات لهذا الجذر، هي ما يدل على:
1. عطاء وكرم، فأحْسَب وحسَّب بمعنى أطعم، والحَسَب: المال، والحِسْبة: الأجر، والاحتساب طلب الأجر ﴿وَيَرْزُقْهُ مِنْ حَيْثُ لَا يَحْتَسِبُ﴾ [الطلاق:3]، والحَسْبُ والتحْسِيب: دَفْنُ الميت إكراماً له، والمُحَسَّب: المدفون.
2. كفاية: الحسيب من أسماء الله الحسنى، بمعنى الكافي، ﴿يَا أَيُّهَا النَّبِيُّ حَسْبُكَ اللَّهُ وَمَنِ اتَّبَعَكَ مِنَ الْمُؤْمِنِينَ ۝٦٤﴾ [الأنفال:64] أي يكفيك الله، ويكفي من معك، ومنها الفعل المتعدي: أحسبني الشيءُ إحساباً أي كفاني.
3. الخُلُق والفعل الصالح، وفعلها حَسُب، ومنها: احتسب فلاناً: اختبره، ولا حسَب له ولا نسب، أي لا أفعال صالحة ولا أصل شريف.
4. عدد، حَسَب يَحْسُب الشيء حَسْبَاً وحِسبةً وحِساباً وحِسابةً وحُسْباناً وحِسْباناً أي عدَّه، والحَسْب والحَسَب قَدْر الشيء.
5. ظنٍّ وتقدير، حَسَب يَحْسُب وحَسِب الشيءَ كائناً يَحْسِبه ويَحْسَبُه حِسْباناً ومَحْسَبَةً ومَحْسِبةً: ظنَّ.
6. عذاب وبلاء، والحُسبان: النار والجراد، والحُسبانة: الصاعقة ﴿وَيُرْسِلَ عَلَيْهَا حُسْبَانًا مِنَ السَّمَاءِ﴾ [الكهف:40].

يحمل اسم هذه الآلة في العربية المعنى الرابع (الدلالة على العدد). أما حاسب وحاسبة، فهما على صيغة اسم الفاعل، الأول مذكره والآخر مؤنثه، وهو لفظ مستحدَث يدل على آلة الحِساب، وأما (حاسوب) فهي اسم آلة وزنها فاعول، وهي صيغة تدل على المبالغة في الآلة نفسها.
وقد أوردت معاجم التقانة في أغلبها لفظ حاسوب مقابلاً للمصطلح الأجنبي، كما أوردت لفظ حاسب وحاسبة ومِحْساب كذلك، وذكر بعضها المصطلح منقولاً نقلاً حرفياً بصيغة: "كُمْبيُوتر" (الجمع: كمبيوترات) أو "الكومبيوتر". وفي ما يأتي بيان المشتقات الإنجليزية من اللفظة (compute) وما يقابلها في العربية في جملة من المعاجم العامة والمختصة:
| اسم المعجم                         | compute                                                    | computing        | computer                                                                      | computation                                                                | computational | computable                | computerize | computerized                                               | Computerizable      |
| معجمات عامة                        | معجمات عامة                                                | معجمات عامة      | معجمات عامة                                                                   | معجمات عامة                                                                | معجمات عامة   | معجمات عامة               | معجمات عامة | معجمات عامة                                                | معجمات عامة         |
| ---------------------------------- | ---------------------------------------------------------- | ---------------- | ----------------------------------------------------------------------------- | -------------------------------------------------------------------------- | ------------- | ------------------------- | ----------- | ---------------------------------------------------------- | ------------------- |
| المورد الأكبر                      | يَحْسُب: يُقدِّر حسابياً                                          | مثال             | 1. الحاسب: من يُجري حساباً 2. الكومبيوتر، الحاسبة الإلكترونية، الحاسوب، المِحْساب | 1. الحساب: إجراء عملية حسابية أو أكثر أو نتيجة هذا الإجراء 2. تقدير، تخمين | -             | -                         | -           | مُكَمْتَر: مُنفَّذ أو مُجرَى أو محفوظ بكومبيوتر أو حاسبة إلكترونية. | -                   |
| قاموس أكسفورد العربي               | أحصى، عدَّ، حسب                                              | حوسبة، معلوماتية | حاسوب، كُمْبْيوتَر                                                                | حِساب                                                                       | حاسوبي        | -                         | حَوْسَب        | -                                                          | -                   |
| معاجم متخصصة                       |                                                            |                  |                                                                               |                                                                            |               |                           |             |                                                            |                     |
| الجمعية السورية للمعلوماتية        | 1. يحسب: يُجري حساب 2. يستعمل حاسوباً أو يجعله يقوم بعمل ما. | -                | حاسوب                                                                         | حساب                                                                       | -             | -                         | -           | مُحوسَب                                                      | -                   |
| المعجم الموحد لمصطلحات المعلوماتية | -                                                          | -                | حاسوب                                                                         | تحسيب                                                                      | حسابي         | قابل للحساب، قابل للحوسبة | -           | محاسبة                                                     | قابل للحوسبة        |
| معجم مصطلحات الحاسبات              | -                                                          | حوسبة            | حاسوب                                                                         | -                                                                          | -             | -                         | -           | -                                                          | -                   |
| قائمة مصطلحات المعلوماتية          | يَحْسُب                                                       | حِساب، حوسبة      | حاسوب                                                                         | حسابات                                                                     | حاسوبي        | -                         | -           | محاسبة                                                     | قابل للحوسبة، يُحَوْسَب |

1. ↑  أورد المعجم التعريف التالي: : جهاز إلكتروني عامل بالكهرباء يقوم بأدق العمليات الحسابية وأعقدها بسرعة هائلة.
2. ↑  أورد المعجم التعريف التالي: أي آلة تقوم بثلاث مهمات: تتلقى مدخلات ذات بنية معرفة، وتُعالجها وفق قواعد معرفة سلفاً، وتولد النتائج كمخرجات.
3. ↑  أورد المعجم التعريف التالي: جهاز أو منظومة لتنفيذ مجموعة من العمليات الحسابية والمنطقية المحددة بتسلسل سبق إعداده.

## التاريخ

### قبل القرن العشرين

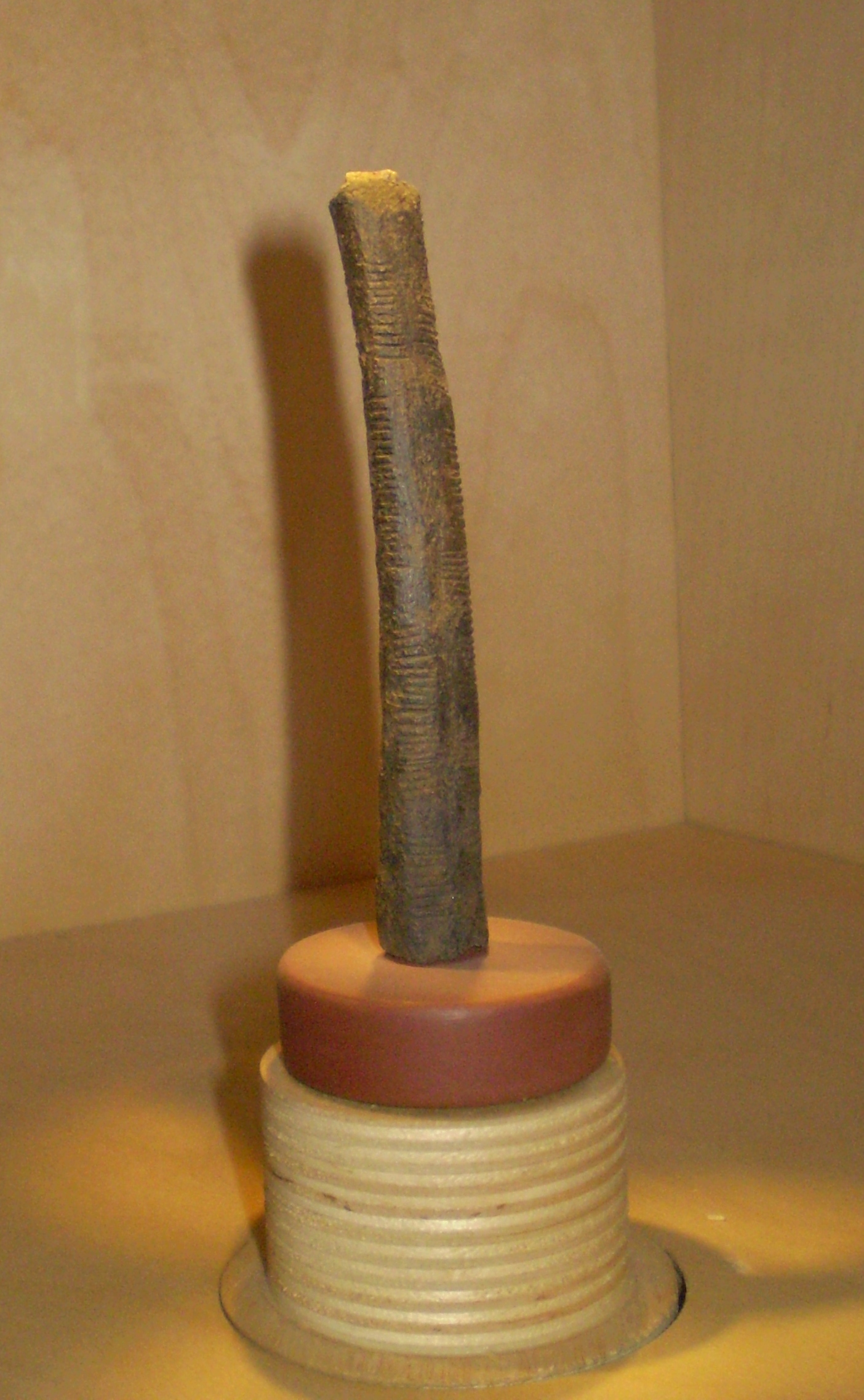
عظمة إشانغو، وهي أداة عظمية صُنعت في إفريقية في عصر ما قبل التاريخ.

استُعملت الأدوات للمساعدة على العد منذ آلاف السنين، وغالباً ما اعتُمِدَت الأصابع. يُعتقد أن أقدم أدوات العد كانت على هيئة عصا تسجيل. ظهرت أول السجلات في منطقة الهلال الخصيب على هيئة حصوات أو كرات طين في مخاريط من الطين غير المشوي، والغالب أنها استُعمِلت لتدوين الأعداد المرتبطة بالمحاصيل والغلال.
واستعملت المِعددات أولاً لإنجاز المهام الحسابية. وقد طُوِّر المعداد الروماني من أداة استُعمِلت في بابل منذ سنة 2400 قبل الميلاد على الأقل. وظهرت بعد ذلك أشكال عدّة من ألواح الحساب أو جداوله. وكانت توضع في مكاتب الحساب في العصور الوسطى في أروبا قطعة من الملابس على الطاولة، وتُحرَّك علامات مُحددة فوقها حسب قواعد معينة لتساعد على حسابات المال والأعمال.

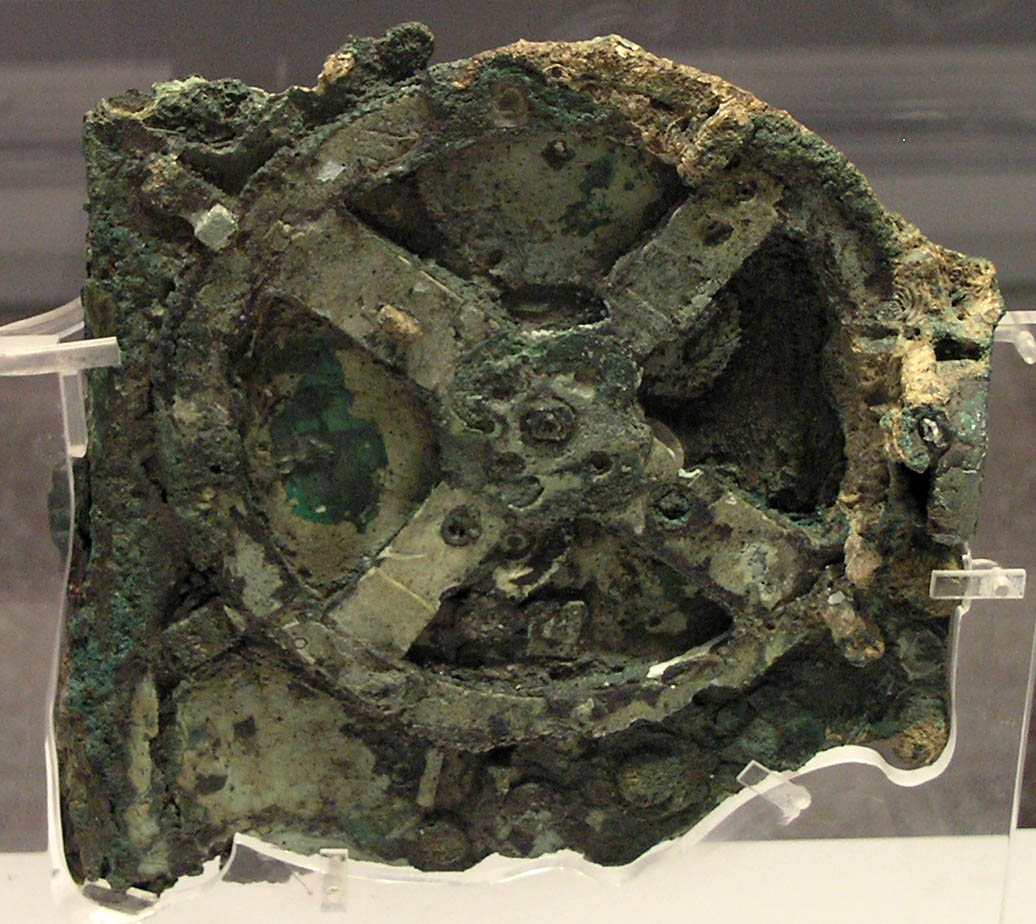
يُقدَّر أن آلة أنتيكيثيرا قد صُنعت في اليونان القديمة بين العامين 150-100 ق.م. وهي مثال عن حاسوب تماثلي مُبكِّر.

وتعد آلة أنتيكيثيرا أقدم حاسوب تماثلي ميكانيكي معروف، حيث اكتشفت سنة 1901م في حطام سفينة مقابل ساحل جزيرة أنتيكيثيرا اليونانية الواقعة بين كيثيرا وكريت. يُقدَّر أنها صُممت في القرن الثاني قبل الميلاد لحساب المواقع الفلكية. لم تظهر آليات مُعقَّدة يمكن مقارنتها بآلة أنتيكيثيرا حتى القرن الرابع عشر الميلادي.
ساعدت الحيل الميكانيكية في الحساب والقياسات، واستعملت لبنان أدوات فلكية كان لها أثرٌ جلي في تطور المِلاحة. وضع البيروني خريطة نجوم دائرية في القرن الحادي عشر الميلادي. اُخترع الأسطُرلاب في العصر الهلنستي بين القرنين الثاني والأول قبل الميلاد، وغالباً ما يُنسب إلى أبرخش، وهو عملياً حاسوب تماثلي قادر على حل مشكلات عديدة في الفلك الكروي، يتكون الأسطُرلاب من ديوبترا وخريطة نجوم دائرية لآلية ميكانيكية لحساب التقويم.
جمع الأسطرلاب الكروي بين الأسطرلاب التقليدي وذات الحلق أو الأُسطرلاب الكروي، وصُنع في العالم الإسلامي خلال العصر الذهبي للحضارة الإسلامية. يُسند أقدم وصف معروف للأسطرلاب الكروي إلى أبي العباس النيريزي، قرابة 892–902 م. أما شرف الدين الطوسي، فقد اخترع الأسطرلاب الخطي، الذي يُسمى أيضاً "عصاة الطوسي"، وكان "قضيباً بسيطاً من الخشب من غير رسوم عليه علامات متدرجة، ومزُوَّد بخط ناظم ووتر مزدوج لعمل القياسات الزاويَّة بمؤشر مثقوب". أما الأسطرلاب الميكانيكي، فقد اخترعه أبو بكر الأصفهاني سنة 1235م. واخترع البيروني أول أسطرلاب ميكانيكي فيه تقويم شمسي قمري وتروس متقاطرة قرابة سنة 1000 ميلادية.
طُورت المسطرة القطاعية في أواخر القرن السادس عشر الميلادي، حيث استعملت لحل مشكلات تتضمن الضرب والقسم والمثلثات ولحساب الجذور التربيعية والتكعبيبة، وكان لها تطبيقات مهمة في المدفعية ومسح الأراضي والملاحة. أما مقياس السطوح، أو الممساح، فكان أداة يدوية تُستعمل لحساب مساحة سطح مغلق من خلال الحركة فوقه.

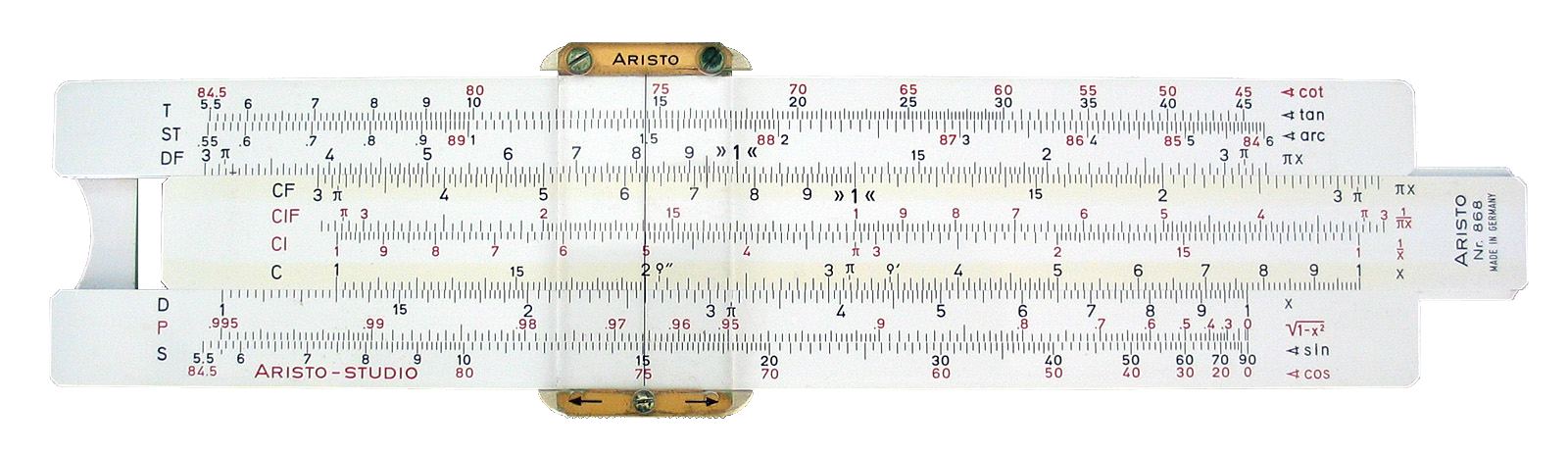
مسطرة حاسبة

اخترع ويليام أوتريد المسطرة الحاسبة في العقد الثالث من القرن السابع عشر بعد فترة قصيرة من نشر مفهوم اللوغاريتم. المسطرة الحاسبة بالأساس هي حاسوب تماثلي مُشغل يدوياً يُنجز الضرب والقسمة، وأضيف إليها لاحقاً حساب المربعات والجذور التربيعية والمكعبات والجذور التكعيبية بالإضافة للدوال المتسامية نحو دوال اللوغاريتمات والدوال الأسية والزائدية والمثلثية. ما تزال المساطر الحاسبة متداولة، ويمكن استعمالها لإجراء حسابات تكرارية سريعة، وأشهر أمثلتها حاسبة الطيران E6-B التي تُستعمل في حساب المسافات عند التدريب على الطيران، أو في بعض الرحلات البسيطة، وهي نوع من أشكال المسطرة الحاسبة الدائرية.

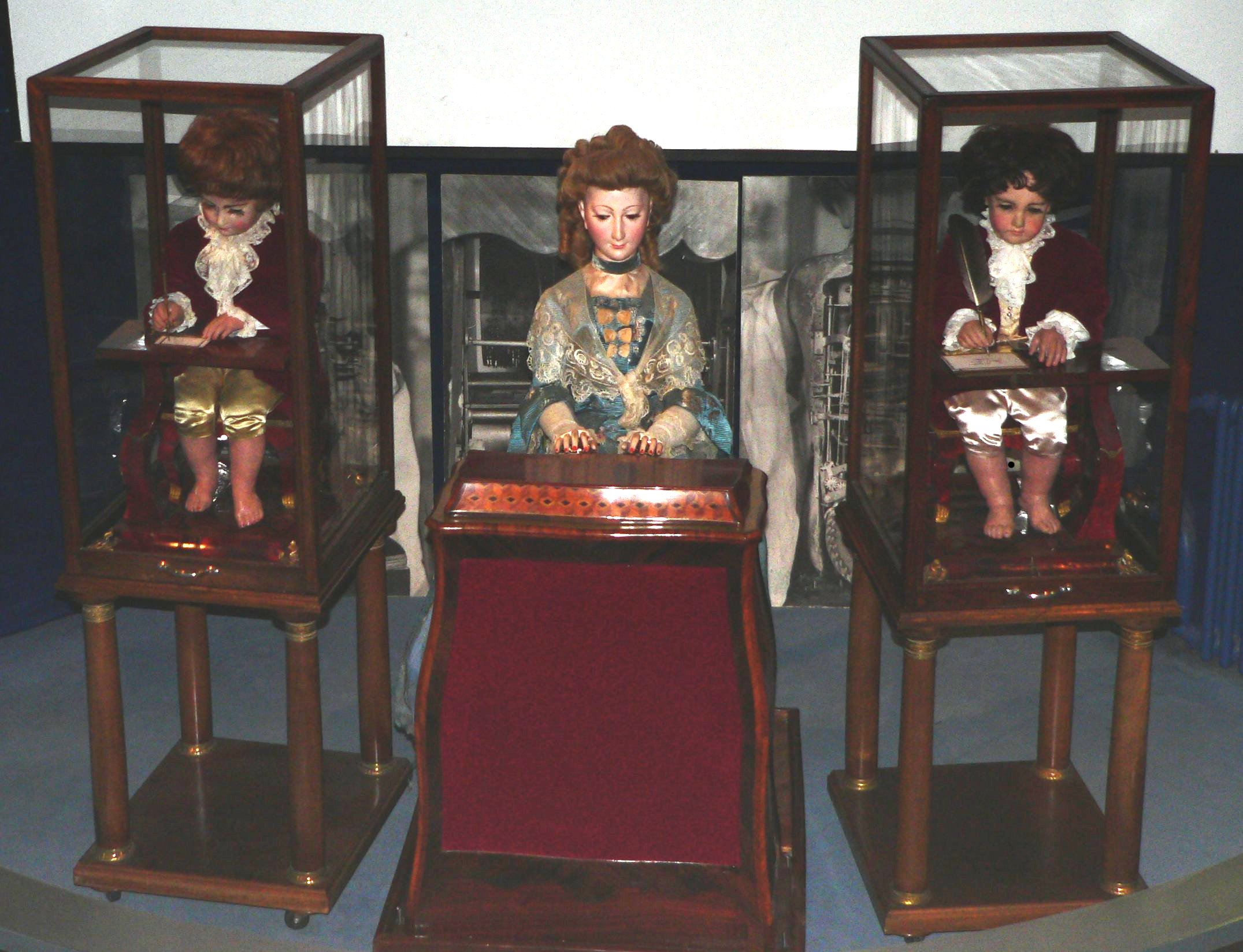
الآلات الثلاثة ذاتية الحركة التي بناها بيير جاكيه دروز.

بنى صانع الساعات السويسري بيير جاكيه دروز في عقد السبعينيات من القرن الثامن عشر لعبة ميكانيكية (آلة ذاتية التشغيل) يمكنها الكتابة بقلم مع إمكانية لتغيير الإعدادات لإنتاج حروف مختلفة. وهذا يعني أنها كانت تقبل البرمجة الميكانيكية. تُعرض هذه الآلة، إلى جانب آلتين معقدتين أُخريين في متحف الفن والتاريخ (بالفرنسية: Musée d'Art et d'Histoire) في نوشاتيل في سويسرا.
وقد صنع المهندس والرياضي جيوفاني بلانا آلة تقويم دائم بين عامي 1831 و1835م. اعتمدت الآلة على الأسطوانات والبكرات، وكانت قادرة على تحديد يوم الأسبوع الموافق لأي يوم في أي سنة ميلادية بين 1 و4000م، بما في ذلك السنوات الكبيسة. واخترع وليم طومسون آلة لتوقع حركة المد والجزر في عام 1872م، وكانت ذات فائدة كبرى في الملاحة قرب السواحل. اعتمدت آلة طومسون على البكرات والأسلاك لحساب توقع لمستوى المد والجزر لموقع محدد.
اعتمد المحلل التفاضلي على آلية ميكانيكية مكونة من الأقراص والبكرات لإنجاز التكاملات لحل المعادلات التفاضلية، وهو يُعد حاسوباً ميكانيكياً تماثلياً، يتكون المحلل من عدد من المكاملات، يكون خرج المكامل هو دخل المكامل التالي أو آلة الرسم. وكان وليم طومسون قد ناقش في سنة 1876م إمكانية إنشاء حاسبات مشابهة، ولكنه أُحبط من عزم الدوران الناتج عن مكاملات الكرات والأقراص. كان تطوير مضخم عزم الدوران هو ما دفع تطوير المحلل.
بدأ ليوناردو توريس كيبيدو في العقد الأخير من القرن التاسع عشر بتطوير سلسلة من الآلات التماثلية القادرة على إيجاد الجذور الحقيقية والمركبة لعديدات الحدود. ونشرت الأكاديمية الفرنسية للعلوم نتائج أعماله سنة 1901م.

### الحاسوب الأول

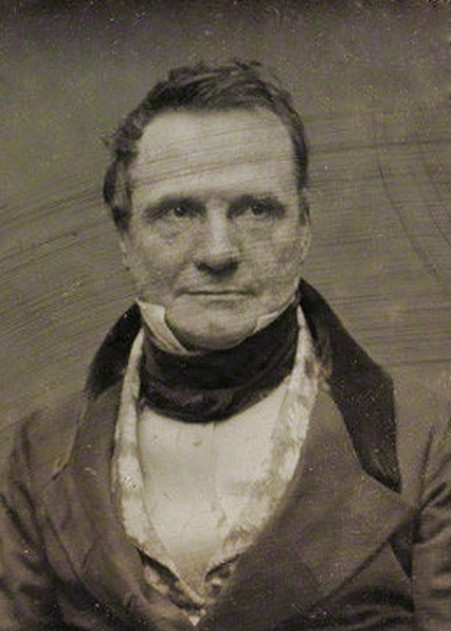
تشارلز بابيج قرابة العام 1850م.

ترجع أصول الحاسوب القابل للبرمجة إلى مهندس الميكانيك والموسوعي الإنكليزي تشارلز بابيج. صاغ بابيج مفهوم الحاسوب الميكانيكي وصنعه في بدايات القرن التاسع عشر، لذلك يُنظر إليه على أنه المؤسس الحقيقي لعلم الحاسوب.
كشف بابيج سنة 1822م، بعد فترة من عمله على محركه التفاضلي، عن اختراعه: الحاسوب الميكانيكي، وكان ذلك بورقة بحثية أرسلها إلى الجمعية الفلكية الملكية عنوانها: ملاحظات على تطبيق المكننة لحساب الجداول الرياضية والفلكية (بالإنجليزية: Note on the application of machinery to the computation of astronomical and mathematical tables). أدرك بابيج سنة 1833م إمكانية تعميم عمله وإنشاء محرك تحليلي يمكن تزويده ببرنامج دخل وبيانات باستعمال بطاقات مثقوبة، وكانت هذه الطريقة شائعة في أيامه لضبط عمل المناسج مثل منسج جَكَرد. أما الخرج فكان طابعة وراسمة منحنيات وجرسًا، وكانت الآلة قادرة، بالإضافة لذلك، على تثقيب بطاقات لقراءتها لاحقاً. احتوت الآلة على وحدة حساب ومنطق، وعلى انسياب للتحكم بصورة تعابير شرطية وحلقات وذاكرة ليكون بذلك التصميم الأول لحاسوب عام يمكن وصفه بأنه مكتمل وفقاً لتورنغ.
احتاجت آلة بابيج لآلاف القطع الميكانيكية يدوية الصنع، وهذه كانت عقبة رئيسة واجهتها الآلة، ثُمَّ توقف المشروع نهائياً بعد أن أوقفت الحكومة البريطانية التمويل. سبقت آلة بابيج عصرها قرناً على الأقل، ويمكن القول أن سبب إخفاق بابيج في إنهاء محركه التحليلي كان الصعوبات المالية والسياسية إلى جانب إصراره على صنع آلة شديدة التعقيد يسبق بها كل أقرانه. أكمل هنري بابيج عمل والده وصنع نسخة مُبسَّطة من وحدة الحساب في المحرك التحليلي سنة 1888م، وقدم عرضاً ناجحاً لكيفية استعمالها في جداول الحوسبة سنة 1906م.

### آلات الحساب الميكانيكية الكهربائية

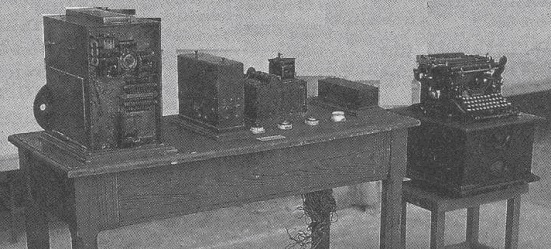
آلة حاسبة ميكانيكة كهربائية من سنة 1920 صنعها ليوناردو توريس كيبيدو.

ذكر ليوناردو توريس كيبيدو في عمله الذي نشره سنة 1914 وعنوانه مقالات في الأتمتة (بالإنجليزية: Essays on Automatics) جهود بابيج في إنشاء محرك تفاضلي ميكانيكي ومحرك تحليلي. وصف كيبيدو المحرك التحليلي بأنه تنفيذ لنظرياته حول القدرة الكامنة في الآلات، وجعل مشكلة تصميم هذا المحرك تحدياً لمهاراته بصفته مخترعاً لآلات ميكانيكية كهربائية. تضمن العمل تصميماً لآلة قادرة على حساب قيمة الصيغة {\displaystyle a^{x}(y-z)^{2}} آلياً من أجل مجموعة من القيم المتغيرة. كانت الآلة محكومة ببرنامج قروء فقط تضمَّن بنى متفرَّعة شرطية، قدَّم كيبيدو في هذا العمل أيضاً فكرة حسابات الفاصلة المتحركة.
عرض كيبيدو في باريس سنة 1920 مقياسَ حسابٍ ميكانيكياً كهربائياً في الذكرى المئوية لاختراع مقياس الحساب. تكوَّن المقياس من وحدة حساب متصلة من عامل يحدد الدخل الذي يكون بصورة أوامر، أما الخرج فيطبع آلياً. أظهر هذا العرض إمكانية تصنيع محرك تحليلي ميكانيكي كهربائي.

### الحواسيب التماثلية

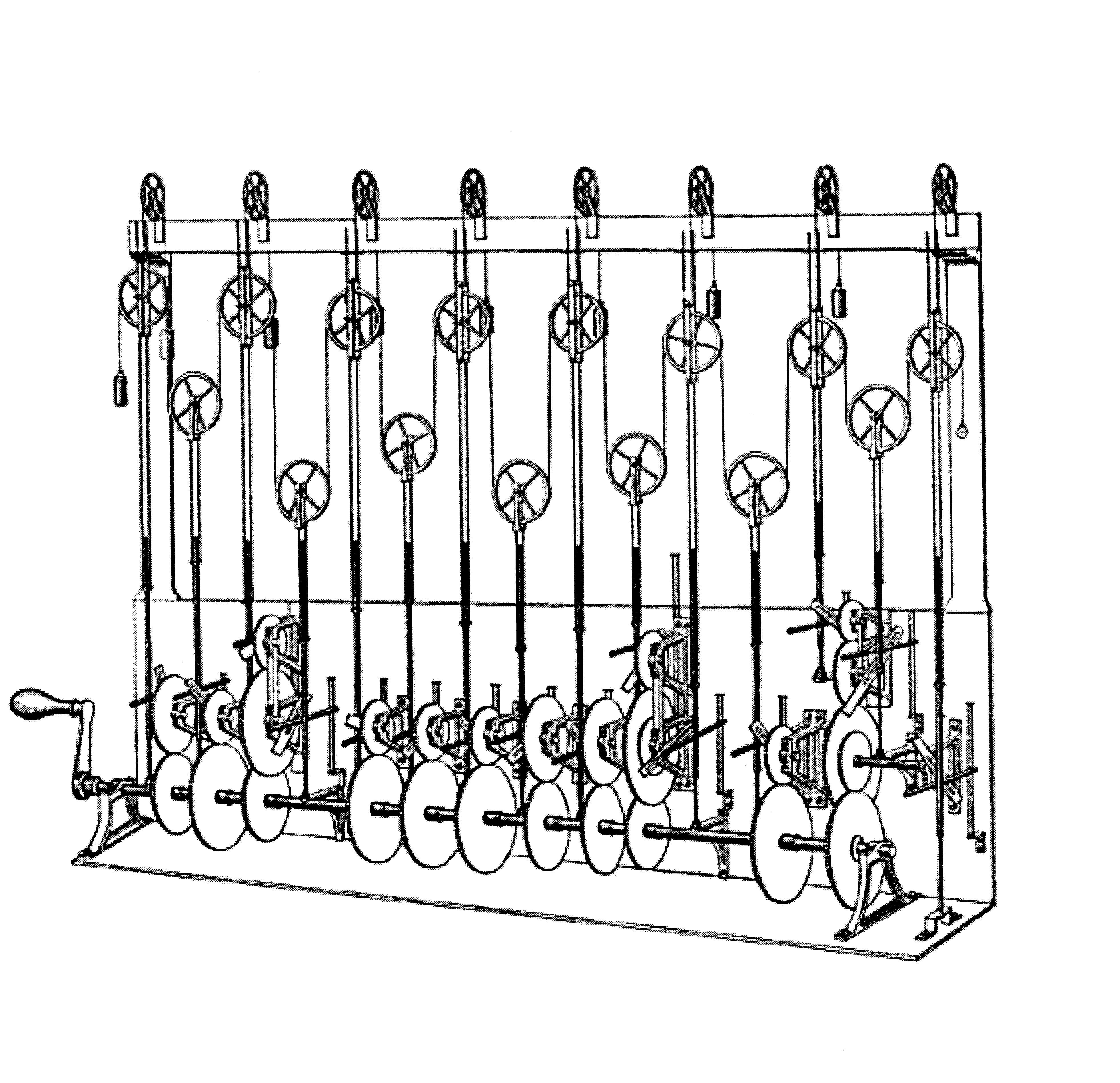
التصميم الميكانيكي الثالث لآلة توقُّع المد والجزر التي صنعها وليام طومسون في الفترة بين 1879–81م.

ساعدت الحواسيب التماثلية التي ازداد تعقيدها في النص الأول من القرن العشرين في إنجاز العديد من الحسابات العلمية، واعتمَدَتْ هذه الحواسيب عادة على نموذج كهربائي أو ميكانيكي للمشكلة أساساً لبدء الحساب. لكن هذه الحواسيب افتقدت الدقة مقارنة بنظيراتها الرقمية المعاصرة، ولم يكن بالإمكان برمجتها، بل كانت تُصمَّم لحل مُشكلة محددة سلفاً. كانت آلة توقع المد والجزر التي صنع وليام طومسون نموذجها الأول سنة 1872م أول حاسوب تماثلي معاصر. أما المحلل التفاضلي، الذي صممه جيمس طومسون، شقيق وليام، سنة 1876، فاعتمد الأقراص والعجلات لإنجاز التكاملات لحل المعادلات التفاضلية.
بلغ تصنيع الحواسيب الميكانيكية التماثلية ذروته مع المحلل التفاضلي الذي بناه هارولد لوك هازن وفانيفار بوش في معهد ماساتشوستس للتقانة بدءاً من سنة 1927م. بُني هذا المحلل باستعمال المكاملات الميكانيكية التي صنعها جيمس طومسون، ومضخمات عزم الدورات التي اخترعها هنري نيمان (بالإنجليزية: Henry Nieman).
أنهى ظهور الحواسيب الرقمية الإلكترونية في خمسينيات القرن العشرين عصر آلات الحساب الميكانيكية، ولكنها بقيت في الاستعمال خلال الخمسينيات في تطبيقات محددة، مثل التعليم (المسطرة الحاسبة)، والطيران (نظم التحكم).

### الحواسيب الرقمية

#### الميكانيكية الكهربائية
طورت بحرية الولايات المتحدة بحلول العام 1938م حاسوباً تشابهياً ميكانيكياً كهربائياً صغيراً بما فيه الكفاية ليوضع في غواصة. استعمل هذا الحاسوب لحل مشكلة الحسابات المثلثية المرتبطة بإطلاق طُربيد على هدف متحرك، وسُمِّي حاسوب بيانات الطربيد، وقد طورت نماذج عديدة مشابهة في دول أخرى خلال الحرب العالمية الثانية.

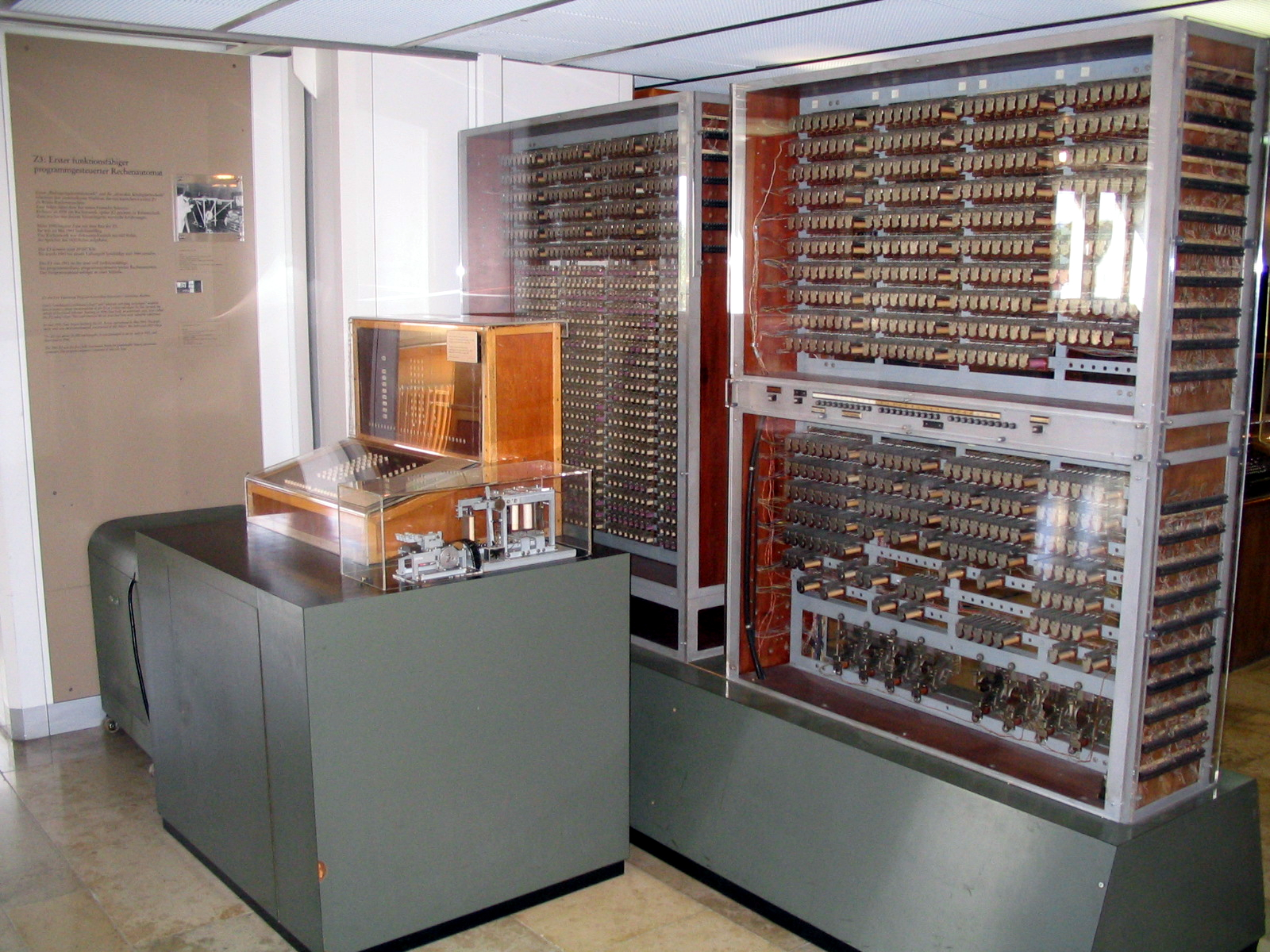
نسخة طبق الأصل أعيد تصنيعها من حاسوب زد3 الذي صنعه كونراد سوزه، معروضة في المتحف الألماني بميونيخ بألمانيا.

كانت الحواسيب الرقمية المبكرة ميكانيكية كهربائية، تسحب فيها مفاتيح كهربائية مرحلات ميكانيكية لإجراء الحسابات. حاسوب زد2 الذي صنعه المهندس الألماني كونراد سوزه في برلين سنة 1939م هو أحد أوائل الحواسيب من هذا النوع. كانت هذه الحواسيب بطيئة في إجراء العمليات، ولم تدم لفترة طويلة، ليحل محلها حواسيب كهربائية بالكامل استعملت الصمامات المفرغة.

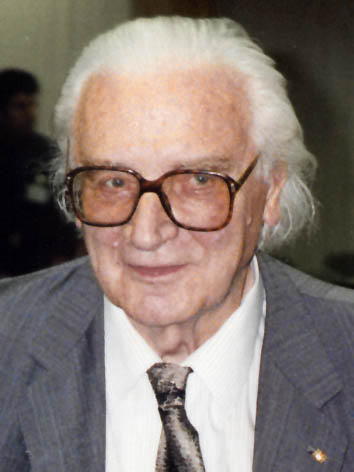
كونراد سوزه صانع أول حاسوب ميكانيكي كهربائي ذو مُرحِّلات

تابع سوزه العمل وصنع في سنة 1941 حاسوباً أكثر تعقيداً أسماه زد3، وكان أول حاسوب ميكانيكي كهربائي رقمي يمكن برمجته. بُني زد3 باستعمال 2000 مُرحِّلة وعمل بكلمات طولها 22 بت بتردد 5-10 هرتز.
زوِّد الحاسوب بالبرامج باستعمال شريط رقيق مثقوب، أما البيانات فكانت تُخزَّن في ذاكرة تتسع 64 كلمة تُدخل من لوحة المفاتيح. تشابه هذا الحاسوب مع الحواسيب المعاصرة في مسائل عديدة، منها مثلاً القدرة على إجراء حسابات تتضمن فاصلة متحركة. اعتمد حاسوب سوزه على نظام العد الثنائي، وكان تصميم الآلة أبسط وأسهل من تصميم آلة بابيج الذي اعتمد نظام العد العشري قياساً للتقانات الموجودة في ذلك الزمن. لم يكن زد3 حاسوباً عاماً، ولكن كان بالإمكان توسعته ليصبح كاملاً حسب تورنغ.
تأخر سوزه في صناعة الحاسوب التالي؛ بسبب الحرب العالمية الثاني، ولكنه انتهى من صنع حاسوب زد4 في سنة 1950م، وأصبح بذلك أول حاسوب تجاري في التاريخ، وسُلِّم للمعهد الاتحادي السويسري للتقانة في زيورخ. صُنع الحاسوب في شركة أسسها سوزه اسمها: سوزه التضامنية المحدودة (بالألمانية: Zuse  Kommanditgesellschaft) اختصاراً Zuse KG، أنشئت سنة 1941م وكانت الشركة الأولى التي تتخصص فقط بتطوير الحواسيب في برلين.

#### الصمامات المفرغة والدارات الإلكترونية الرقمية
حلت العناصر الإلكترونية في الدارات محل مكافآتها الميكانيكية والميكانيكية الكهربائية في الوقت نفسه الذي ساد فيه الحساب الرقمي على الحساب التماثلي. بدأ تومي فلاورز، وهو باحث في مركز أبحاث مكتب البريد في لندن في ثلاثينيات القرن العشرين، التجارب على استعمال الإلكترونيات في مقاسم الهاتف. صُنعت نماذج تجريب سنة 1934، ثم استعملت في إنجاز العمليات بعد 5 سنوات، فحولت جزءًا من شبكة مقاسم الهاتف إلى نظام إلكتروني لمعالجة البيانات بالاعتماد على آلاف الصمامات المفرغة. طوَّر جون أتاناسوف وكليفورد بيري من جامعة ولاية آيوا حاسوب بيري وأتاناسوف وجربوه سنة 1942م، وكان أول حاسوب "رقمي إلكتروني ذاتي التشغيل". كان هذا الحاسوب ذا تصميم إلكتروني بالكامل، فيه 300 صمام مُفرَّغ مع مكثفات مثبَّتة على أسطوانات دوَّارة تمثِّل الذاكرة.

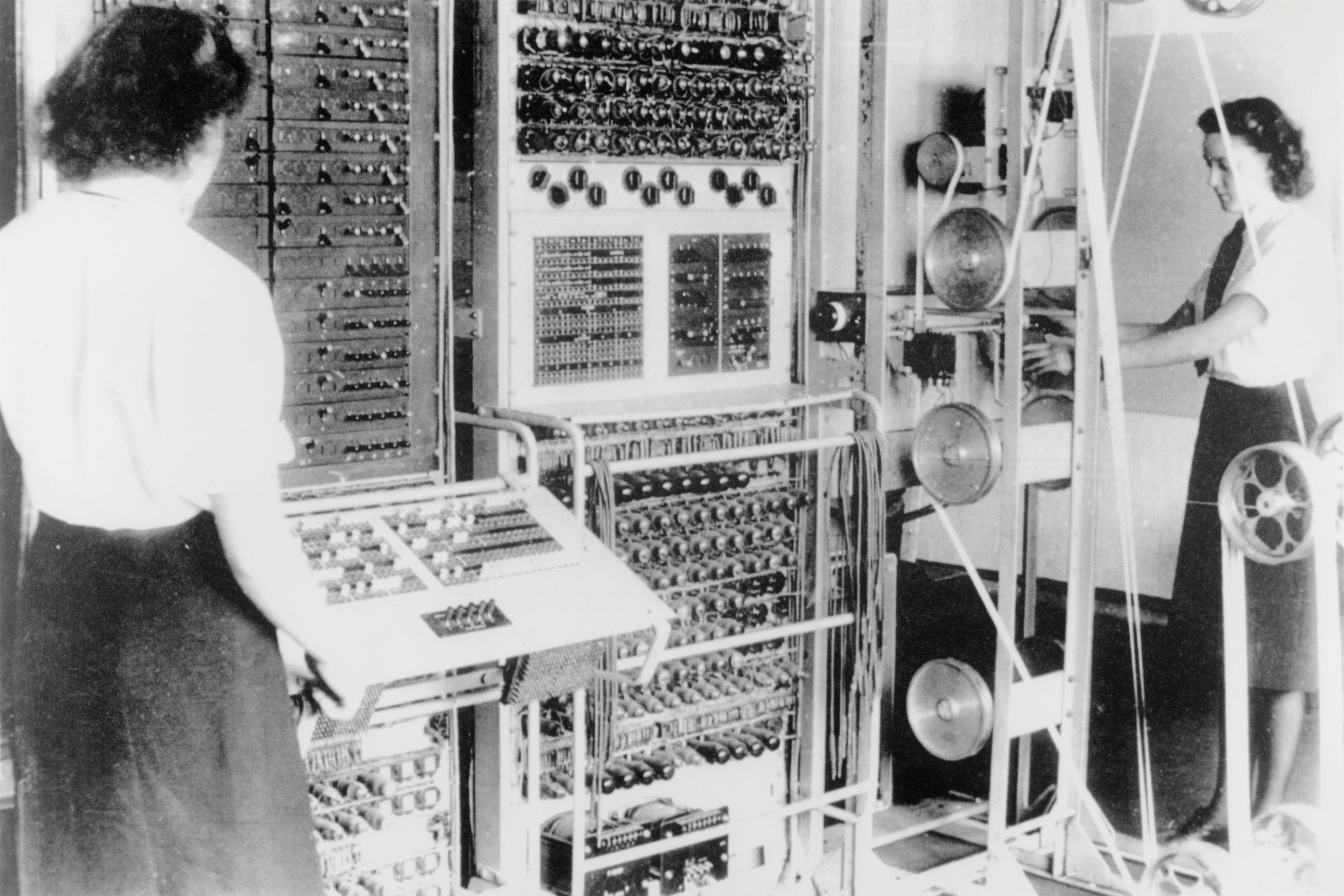
حاسوب كولوسس في أثناء الاستعمال.

نجح مستخرجو التعمية الإنجليز في حديقة بلتشلي خلال الحرب العالمية الثانية في اختراق الاتصالات الألمانية العسكرية المُعمَّاة. كانت آلة إنجما الألمانية هدفاً رئيساً لمستخرجي التعمية الذي استعملوا آلة سميت بُمب (بالإنجليزية: bombe)، ولعبت النساء دوراً بارزاً في عملية استخراج المعمى هذه.
أما لاستخراج مُعمَّى آلات ألمانية أكثر تعقيداً مثل آلة لورينز للتعمية، والتي استعملت عاد لتعمية اتصالات القيادة العليا للجيش الألماني، فقد بنى ماكس نيومان حاسوب كولوسس. استغرقت عملية تصميم الحاسوب وبناؤه 11 شهراً بدءاً من شهر فبراير 1943م. اجتاز كولوسس اختبارًا للتجريب بنجاح، ثم شُحِن إلى حديقة بلتشلي، وسُلِّم في 18 يناير 1944، ليبدأ العمل في استخراج المُعمَّى في 5 فبراير من العام نفسه.
كولوسس هو أول حاسوب إلكتروني رقمي يمكن برمجته، استعملت الصمامات المفرَّغة في بنائه. كان دخل كولوسس شريطاً من الورق، وكان قادراً على معالجة الدخل باستعمال مجموعة متنوعة من العمليات المُعرَّفة حسب جبر بول، لكنه لم يكن كاملاً حسب تورنغ. سُمي هذا الحاسوب بالإصدار الأول (بالإنجليزية: Colossus Mark I)، ورقيَّت هذه الآلة إلى إصدارٍ ثان (بالإنجليزية: Colossus Mark II)، وصنع منها 9 نسخ فقط، ليكون المجمل، مع الآلة التي رُقِّيت 10 آلات. ضمَّ الإصدار الأول 1500 صماماً والثاني 2400، وكان الإصدارات أسرع بخمس مرات من الإصدار الأول لحاسوب هَرفرد، وكان استعمالهما أبسط ما سرَّع عملية فك التعمية.

إنياك هو أول حاسوب إلكتروني كامل حسب تورنغ، استعملته القوات البرية للولايات المتحدة لحساب مسارات المقذوفات.

الحاسوب والمكامِل الرقمي الإلكتروني (بالإنجليزية: Electronic Numerical Integrator And Computer) تختصر ENIAC، وتُلفظ إنياك، هو أول حاسوب إلكتروني يمكن برمجته يُبنى في الولايات المُتحدة. كان إنياك أسرع من كولوسس وأسهل بالاستعمال، وكان كاملاً حسب تورنغ. يُعرَّف البرنامج في إنياك حسب حالة المفاتيح والكبلات. ويلزم إدخاله يدوياً إلى الآلة، بعد أن يُكتب، باستعمال مقابس ومفاتيح. عملت ست نساء في برمجة إنياك، وأُشير إليهم معاً باسم "فتيات إنياك" (بالإنجليزية: ENIAC girls).
بدأ تطوير إنياك وبناؤه في سنة 1943م تحت إشراف جون ماكلي وجون برسبر إيكيرت في جامعة بنسلفانيا، ودخل الخدمة سنة 1945م. جمع هذا الحاسوب بين سرعة الإلكترونيات العالية وإمكانية البرمجة، ومكَّنه ذلك من حل مشكلات معقدة. كان إنياك قادراً على إنجاز 5000 آلاف عملية جمع أو طرح في الثانية، أسرع بألف مرة من الآلات الأخرى. وكان قادراً أيضاً على حساب الضرب والقسم والجذر التربيعي، وكانت ذاكرته عالية السرعة محدودة بعشرين كلمة فقط، قرابة 80 بايتاً. ولكنه كان هائل الحجم، يزن 30 طناً، ويحتاج 200 ألف واط من الاستطاعة الكهربائية لتغذية 18 ألف صمام مُفرَّغ و1500 مُرحِّلة ومئات الآلاف من المقاومة والمكثفات والوشائع.

### الحواسيب المعاصرة

#### مفهوم الحاسوب المعاصر
اقترح آلان تورنغ مفهوم الحاسوب المعاصر في ورقة بحثية نُشرت سنة 1937م عنوانها: "عن الأرقام الحَسُوبة أو الأعداد القابلة للحساب (بالإنجليزية: Computable Numbers)، أشار تورنغ في عمله إلى آلة بسيطة سمَّاها (آلة الحوسبة العامة) (بالإنجليزية: Universal Computing machine)، وهي تُسمَّى اليوم آلة تورنغ العامة. أثبت تورنغ أن آلة كهذه تستطيع حساب أي عملية حَسُوبة (أعداد قابلة للحساب) من خلال تنفيذ برنامج مكوَّن من مجموعة تعليمات مخزونة على شريط، وهذا يعني إمكانية برمجة الآلة. لقد تمحور تصميم تورنغ حول مفهوم جوهري هو البرنامج المخزون حيث تُخزَّن كل تعليمات الحوسبة في الذاكرة. يُرجع جون فون نيومان الفضل في تطوير الحاسوب الحديث إلى هذا المفهوم المركزي. ما تزال آلات تورنغ مادة للدراسة في نظرية الحوسبة. على فرض إهمال حجم الذاكرة المحدود نظرياً، فإن الحواسيب المعاصرة هي كاملة حسب تورنغ، وهذا يعني أنها قادرة على تنفيذ الخوارزميات تنفيذاً يُجارِي آلة تورنغ العامة.

#### البرامج المخزونة

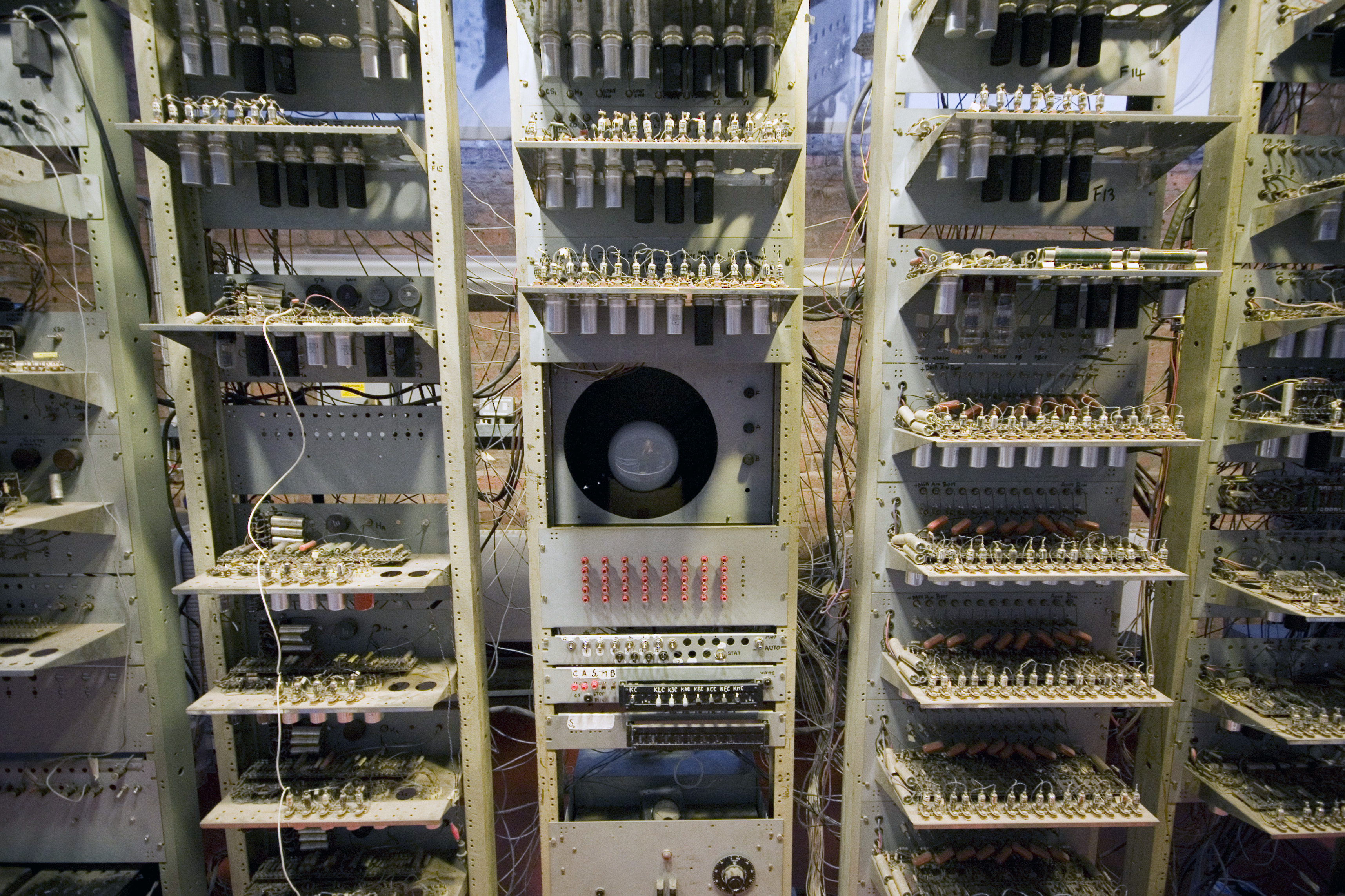
جزء من نسخة طبق الأصل أعيد تجميعها من حاسوب صغير مانشستر.

عملت آلات الحوسبة المبكرة ببرامج ثابتة، لذلك كان التغيير في وظيفتها يتطلَّب تغييراً في توصيل الأسلاك، وفي بنية الآلة. ولكن هذا تغيير مع اقتراح استعمال البرامج المخزونة، فأصبحت الآلات تتضمن في تصميمها مجموعة تعليمات، وتدعم تخزين برنامج مُكوَّن من هذه التعليمات في الذاكرة، وتكون تفاصيل الحوسبة في هذا البرنامج. وضع آلان تورنغ الأساس النظري لحاسوب البرنامج المخزون في ورقة بحثية نشرها سنة 1936م. انضم تورنغ في سنة 1945م إلى المختبر الفيزيائي الوطني، وبدأ العمل على تطوير حاسوب برنامج مخزون إلكتروني رقمي، وكان تقريره المنشور في السنة نفسها والمعنون: حاسبة إلكترونية مقترحة (بالإنجليزية: Proposed Electronic Calculator) أول مُحددات لآلة من هذا النوع. نشر جون فون نويمان في الوقت ذاته في جامعة بنسلفانيا تقريراً حول الحاسوب الذي يطوره عنوانه: "المسودة الأولى لتقرير عن إدفاك" (بالإنجليزية: First Draft of a Report on the EDVAC).
كانت آلة مانشستر التجريبية صغيرة النطاق الشهيرة باسم صغير مانشستر (بالإنجليزية: Manchester Baby) أول حاسوب برنامج مخزون في العالم. بناها فريدريك وليامز وتوم كِلبرن وجيوف توتيل في جامعة مانشستر في إنجلترا، نجحت الآلة في تشغيل أول برامجها في 21-06-1948م. صُمِّم هذا الحاسوب بالأساس ليكون منصة اختبار لأنبوب ويليامز: أول أداة تخزين رقمية تدعم ميزة الوصول العشوائي. وُصِف صغير مانشستر سنة 1998م في مراجعة نقدية بأنه "صغير وبُدائي"، ولكنه كان أول آلة عاملة تضم كل العناصر الرئيسة لحاسوب إلكتروني معاصر. بعد أن ظهرت جدوى تصميم صغير مانشستر، بدأ مشروع جديد في الجامعة لتطويره إلى حاسوب يمكن الاستفادة منه عملياً، ونتج عن ذلك الإصدار الأول لحاسوب مانشستر (بالإنجليزية: Manchester Mark 1).
أصبح الإصدار الأول لحاسوب مانشستر سريعاً الإصدار الأول لحاسوب فيرانتي، الذي كان أول حاسوب تجاري عام الاستخدام كما يدل الاسم، فقد بنت فيرانتي هذا الحاسوب لجامعة مانشستر، وسلَّمته في فبراير 1951م. صُنِعت سبعة حواسيب أخرى على الأقل من الإصدار نفسه بين عامي 1953 و1957م، سُلِّم أحدها إلى مختبرات شركة شل في أمستردام. قرر مديرو شركة جي ليونز البريطانية للأطعمة في أكتوبر 1947 أن يكون لشركتهم دور فاعل في الترويج للتطوير التجاري للحواسيب. صُنِع، نتيجة لذلك، حاسوب ليو الأول وفق نموذج مشابه لنموذج الحاسبة الآلية الإلكترونية ذاتية التخزين، المعروفة اختصاراً بالاسم إدساك، الذي طورتها جامعة كامبريدج. شُغِّل هذا الحاسوب في أبريل 1951، وأنجز أول عمل برمجي مكتبي محوسب في التاريخ.

#### الترانزستورات

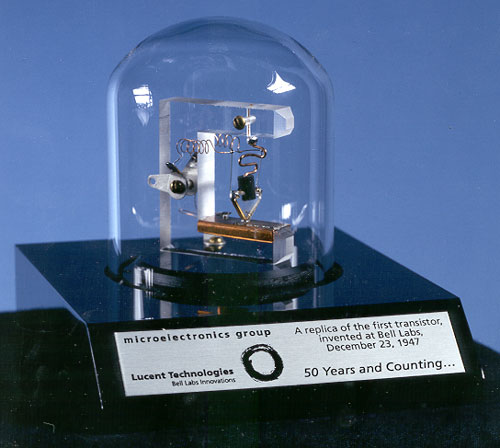
نسخةٌ طبق الأصل من أول ترانزستور وحيد وصلة، عرضته لوسنت تكنولوجيز عام 1997م بمناسبة مرور 50 سنة على صناعة أول ترانزستور ثنائي القطبية.

اقترح جوليوس إدغار ليلينفيلد مبدأ ترانزستور الأثر الحقلي سنة 1925م، وصنع جون باردين ووالتر براتين في أثناء عملهما بإشراف وليم شوكلي في مختبرات بل ترانزستور التلامس النقطي في سنة 1947م، ليكون أول ترانزستور مصنوع، ثم صنع شوكلي الترانزستور ثنائي القطب سنة 1948م. حلَّت الترانزستورات محل الصِّمامات المفرغة في تصميم الحواسيب بدءاً من سنة 1955م، وكان هذا الاستبدال هو بداية الجيل الثاني من الحواسيب. للترانزستورات فوائد عديدة مقارنةً بالصِّمامات المُفرَّغة، هي أصغر حجم وأقل استهلاكاً للطاقة، وأقل إشعاعاً للحرارة، وأكثر موثوقية وذات عمر خدمة أطول. أمكن للحاسوب، بعد استعمال الترانزستور، أن يحوي عشرات الآلاف من الدارات المنطقية في حيز صغير نسبياً، لكن الترانزستورات الأولى كانت كبيرة نسبياً، ويصعب تصنيعها على نطاق واسع، لذلك فقد كان استعمالها محدوداً بعدد من التطبيقات المتخصصة.
نجح فريق من الباحثين في جامعة مانشستر بإشراف توم كلبرن في بناء حاسوب باستعمال الترانزستورات الجديدة، فصنعوا الحاسوب الترانزستوري الأول في سنة 1953م. واكتملت النسخة الثانية في شهر أبريل 1955م. لم يتخلَّ الحاسوب الترانزستوري عن الصمامات تماماً، بل استعملها في توليد نبضات الساعة بتردد 125 ألف هرتز وللكتابة والقراءة من الذواكر الأسطوانية. أما الحاسوب الأول الذي بُنِي من غير صمامات، فكان هَرُوِل كاديت سنة 1955م، والذي صُنِع في مؤسسة الطاقة الذرية البريطانية في هَرُوِل بأكسفوردشاير.

ترانزستور الأثر الحقلي للأكاسيد المعدنية لأشباه الموصلات، وفيه: البوابة (G)، والركيزة (B)، والمصدر (S) والمَصِرف (D). تُفصَل البوابة عن الركيزة بطبقة عازلة.

صنع محمد عطا الله وداون كانغ ترانزستور الأثر الحقلي للأكاسيد المعدنية لأشباه الموصلات المعروف اختصراً بالاسم موسفت (بالإنجليزية: MOSFET) في مختبرات بل سنة 1959م. كان هذا أول ترانزستور مضغوط يمكن تصغير صناعته على نطاق واسع لتطبيقات متنوعة. لأن تصنيع المُوسْفِت ممكن بمقاييس مختلفة ذات كثافة عالية مقارنة بالترانزستور ثنائي القطبية، ولأن استهلاكه للطاقة منخفض، أصبح من الممكن بناء دارات متكاملة عالية الكثافة. تجاوزت استعمالات الموسفت معالجات البيانات، واستخدمت ترانزستورات الموسفت بوصفها عنصر تخزين، وصنعت منها خلايا ذاكرة، فحلت بذلك محل الذواكر مغناطيسية النواة التي استعملت في الحواسيب المبكرة. أدى تطوير الموسفت إلى تصنيع الحواسيب الصِغرية. ترانزستور الموسفت هو الأكثر استعمالاً في الحواسيب، وهو وحدة البناء الرئيسة في الإلكترونيات الرقمية، وقوة دافعة لعصر المعلومات.

#### الدارات المتكاملة

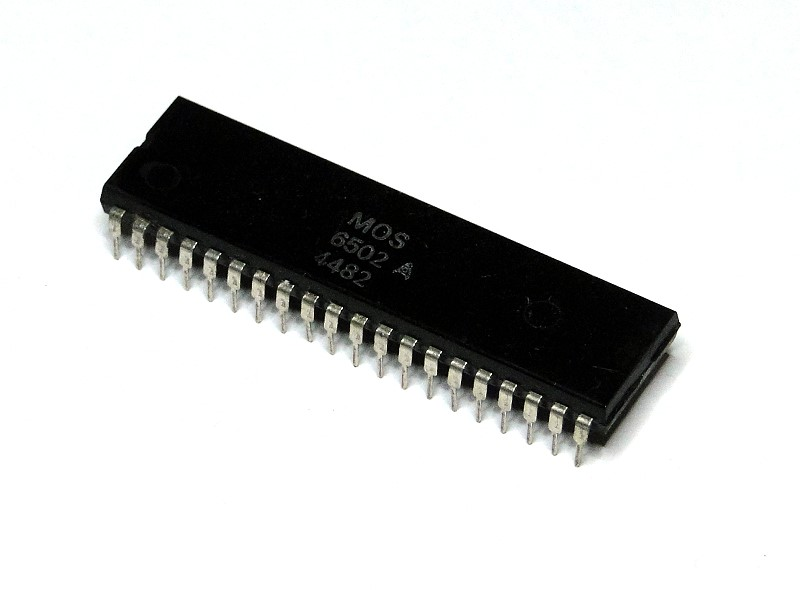
تُغلَّف الدارات المتكاملة عادة بمحيفظات من اللدائن أو المعدن أو الخزف لحمايتها من الضرر ولتسهيل تجميعها ضمن الدارة الإلكترونية.

كانت القفزة الكبيرة التالية في قوة الحوسبة هي الدارات المتكاملة. كان جيوفري دامر، وهو مهندس إلكترونيات يعمل في مؤسسة الرادار الملكية في وزارة دفاع المملكة المتحدة، أول من طرح مفهوم الدارة المتكاملة في ورقة بحثية شارك فيها في مؤتمر عنوانه: "ندوة حول التقدم المحرز في جودة المكونات الإلكترونية" (بالإنجليزية: Symposium on Progress in Quality Electronic Components) عُقد في واشنطن في 7 مايو 1952.
صنع جاك كيلبي في تكساس إنسترومنتس وروبرت نويس في فيرتشايلد لأشباه الموصلات أول الدارات المتكاملة. كتب كيلبي أفكاره الأولى حول الدارات المتكاملة في شهر يوليو سنة 1958م، ونجح بتنفيذها في 12 سبتمبر 1958م. وصف كيلبي ما صنعه في براءة الاختراع كما يأتي: "تركيب من أشباه الموصلات... تكون كل مكونات الدارة الإلكترونية فيه متكاملة" (بالإنجليزية: a body of semiconductor material ... wherein all the components of the electronic circuit are completely integrated) لم يكن اختراع كيلبي في الواقع دارة متكاملة مطبوعة على رقاقة واحدة، بل كان دارة متكاملة هجينة فيها أسلاك توصيل خارجية، لذلك كان تصنيعها على نطاق واسع صعباً.
وضع نويس مفهومه الخاص عن الدارات المتكاملة بعد نصف سنة من كيلبي، وكان اختراعه هو أول دارة متكاملة مطبوعة على رقاقة واحدة، وحلَّت رقاقته مشكلات عديدة لم تستطع رقاقة كيلبي حلها. كانت رقاقة نويس مصنوعة من السيلكون، في حين أن رقاقة كيلبي كانت مصنوعة من الجرمانيوم. صُنعت رقاقة نويس باستعمال تقنية العملية السطحية التي طورها زميله في فيرتشايلد لأشباه الموصلات جان هورني.
الدارات المتكاملة المعاصرة المطبوعة على رقاقة واحدة مكونة في أغلبها من أشباه الموصلات والأكاسيد المعدنية، وتُبنَى باستعمال موسفت. أقدم مثال معروف لدارة متكاملة مصنوعة من أشباه الموصلات والأكاسيد المعدنية هو رقاقة فيها 16 ترانزستوراً بناها فريد هايمن وإستيفن هوفشتاين سنة 1962م في شركة راديو أمريكا. أطلقت شركة الإلكترونيات الصغرية العامة لاحقاً أول دارة متكاملة مصنوعة من أشباه الموصلات والأكاسيد المعدنية لأغراض تجارية سنة 1964م، وكانت من تطوير روبرت نورمان. بعد أن طوَّر روبرت كيرون ودونالد كلين وجون سارس ترانزستورات أشباه الموصلات والأكاسيد المعدنية ذات البوابة ذاتية المحاذاة من السيلكون في مختبرات بل سنة 1967م، نجح فيدريكو فاجين في تطوير دارات متكاملة من أشباه الموصلات والأكاسيد المعدنية ذات بوابة ذاتية المحاذاة من السيلكون في فيرتشايلد لأشباه الموصلات سنة 1968م. وأصبح موسفت بعدها المكون الأكثر أهمية في الدارات المتكاملة المعاصرة.

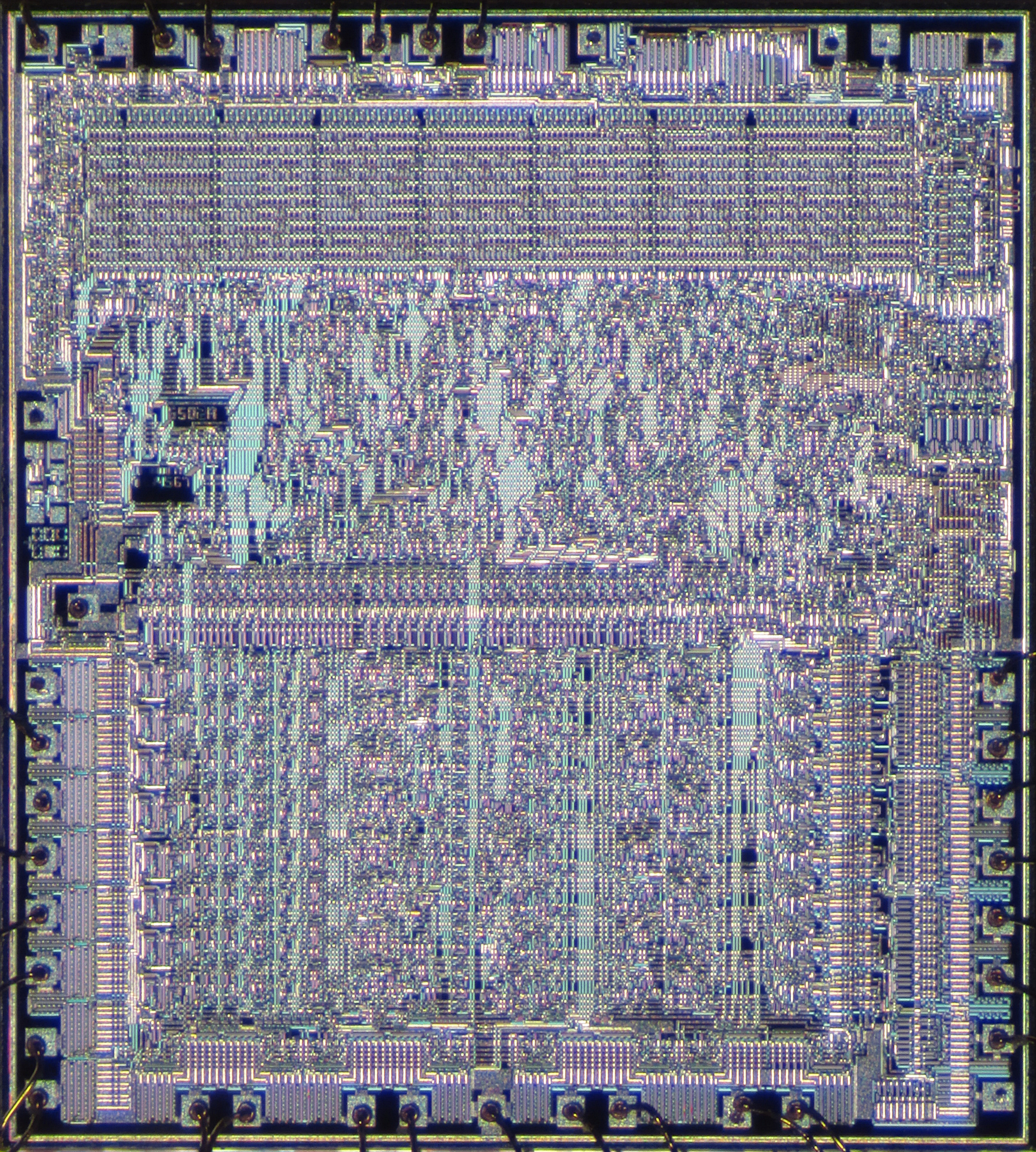
صورة لجذاذة (رقاقة) MOS 6502، وهي معالج صغري مُبكِّر فيه 3500 ترانزستور على شريحة واحدة.

نتج عن تطوير الدارات المتكاملة باستعمال أشباه الموصلات والأكاسيد المعدنية اختراع المعالجات الصغرية، وكان فاتحةً لعصر جديد سادت فيه الحواسيب الشخصية بوصفها منتجات تجارية. لا يوجد توافق حول من هو المعالج الصغري الأول؛ بسبب عدم التوافق حول تعريف ما هو المعالج الصغري بالأصل، ولكن يُقبل على نطاق واسع أن المعالج الصغري الأول المصنوع على رقاقة واحدة كان إنتل 4004، صنعه فيدريكو فاجين باستعمال تقانة الدارات المتكاملة المكونة من أشباه الموصلات والأكاسيد المعدنية ذات البوابة السِّلكونية، بمساعدة تيد هوفمان وماساتوشي شيما وستانلي مزور في إنتل. نجحت تقانة الدارات المتكاملة المكونة من أشباه الموصلات والأكاسيد المعدنية في بدايات سبعينيات القرن العشرين بصناعة رقاقة واحدة فيها أكثر من 10 آلاف ترانزستور.
النظام على رقاقة هو حاسوب كامل على رقاقة واحدة لا تزيد أبعادها عن قطعة نقد. ليس بالضرورة أن تحتوي دائماً على ذاكرة وصول عشوائي والذاكرة الوميضية، في حالات عدم وجودها تُضاف ذاكرة الوصول العشوائي مباشرة فوق الرقاقة (تُسمى التقنية عندها مُحيفِظة على المُحيفِظة) أو تحتها (على الوجه المعاكس من لوحة الدارة)، في حين تضاف الذاكرة الوميضية عادةً إلى جانب الرقاقة، والهدف من ذلك هو تقليل المسافة التي تقطعها الإشارات ومن ثم زيادة سرعة نقل البيانات.

### الحواسيب المحمولة والمنقولة
كانت الحواسيب المنقولة الأولى ثقيلة الوزن، وتحتاج إلى توصيل بمصادر الطاقة الكهربائية توصيلاً دائماً، مثلاً الحاسوب آي بي إم 5100 كان يزن قرابة 23 كغ، أما الحاسوبان أوسبرن 1 وحاسوب كومباك المنقول، فكانا أخف وزناً خفة ملحوظة، ولكنهما احتاجا توصيلاً دائماً بمصدر للطاقة الكهربائية. أما الحواسيب المحمولة المُبكرة، فألغت الحاجة للتوصيل بالمصدر الكهربائي؛ لأنها اشتملت على بطاريات مُدمجة، مثل حاسوب بوصلة غريد. استمرت عملية تصغير العتاد وموارد الحوسبة وتحسين عمر البطاريات، حتى أصبحت الحواسيب المحمولة خياراً شائعاً منذ العقد الأول من القرن الواحد والعشرين. ساعدت هذه التحسينات المصنعين على تصغير عتاد موارد الحوسبة لتُستعمل في الهواتف المحمولة أيضاً في الفترة نفسها.
تدعم الهواتف الذكية والحواسيب اللوحية أنظمة تشغيل متنوعة وهي أجهزة الحاسوب السائدة بين المستهلكين، يحوي كل من هذه الحواسيب ما يُسمى "نظام على رقاقة"، وهي كما تقدم، حاسوب كامل على رقاقة لا تزيد أبعادها عن قطعة نقد معدنية.

## التصنيف

### حسب المعمارية
- حاسوب تماثلي
- حاسوب رقمي
- حاسوب هجين
- معمارية هارفارد
- معمارية فون نيومان
- حاسوب مجموعة تعليمات معقدة (CISC)
- حاسوب مجموعة تعليمات مخفضة (RISC)

### حسب الأبعاد ومعيار التصنيع والغرض من الاستعمال
- فائق
- مركزي
- متوسط المقاس[الإنجليزية]
- صغير
- مُخدِّم
  - نَصْلي[الإنجليزية]
- شخصي
  - محطة عمل
  - صِغري
    - منزلي

  - مكتبي
    - برج حاسوبي[الإنجليزية]
    - مكتبي رفيع 
      - حاسوب الوسائط المتعددة
      - ألعاب

    - مُدمَج[الإنجليزية]
    - مسرح منزلي[الإنجليزية]
    - حاسوب لوحة المفاتيح
    - عميل منخفض الأداء
    - جهاز إنترنت

  - حاسوب محمول
    - متين
    - مُتبدِّل

  - محمولة
    - لوحي
    - هاتف ذكي
    - حاسوب جيبي
    - محمول باليد[الإنجليزية]
    - كفي

  - حاسوب ملبوس
    - ساعة ذكية
    - نظارة ذكية
- وحيد اللوحة
- مقبسي
- عصوي
- متحكم منطقي قابل للبرمجة
- حاسوب على وحدة[الإنجليزية]
- نظام على وحدة[الإنجليزية]
- نظام في مُحيفِظة[الإنجليزية]
- نظام على رقاقة
- متحكم صغري

## العتاد
يشمل مصطلح العتاد كل الأجزاء المادية الملموسة من الحاسوب: الرقائق الإلكترونية، مثل: بطاقة الرسوميات، وبطاقة الصوتيات، وبطاقة الذاكرة، واللوحة الأم؛ والدارات الكهربائية، مثل وحدة التغذية والكبلات؛ وأجهزة الإدخال والإخراج، مثل لوحة المفاتيح والطابعة.

### تاريخ عتاد الحوسبة
| الجيل الأول (ميكانيكي/ميكانيكي كهربائي)                                | الحاسبات           | آلة باسكال الحاسبة، مقياس الحساب، المحرك التفاضلي، محرك كوفيدو التحليلي |
| الجيل الأول (ميكانيكي/ميكانيكي كهربائي)                                | آلات يُمكن برمجتها  | منسج جَكَرد، المحرك التحليلي، حاسوب هرفرد (الأول، الثاني)، حاسبة آي بي إم الإلكتروني التتابعية الانتقائية، زد1 (Z1)، زد2 (Z2)، زد3 |
| الجيل الثاني (الصمامات المُفرَّغة)                                        | الحاسبات           | حاسوب بيري وأتاناسوف (ABC)، آي بي إم 604، الحاسوب الآلي العام (UNIVAC) (60 120) |
| الجيل الثاني (الصمامات المُفرَّغة)                                        | آلات يُمكن برمجتها  | كولوسس، الحاسوب والمكامل الرقمي الإلكتروني (ENIAC)، صغير مانشستر، الحاسبة الآلية الإلكترونية ذاتية التخزين (EDSAC)، مانشستر مارك 1، فرانتي (Ferranti) (بيغاسوس، مركوري)، حاسوب الكومنولث الآلي للعلوم والصناعة (CSIRAC)، الحاسوب الإلكتروني الذاتي ذو المتغير المنفصل (EDVAC)، الحاسوب الآلي العام (الإصدار الأول) (UNIVAC I)، أي بي إم (IBM) (650، 701، 702)، زد22 (Z22) |
| الجيل الثالث (ترانزستورات ودارات متكاملة ضيقة النطاق ومتوسطته وواسعته) | الحواسب المركزية   | حاسبة آي بي إم 7090، حاسبة آي بي إم 7080، نظام آي بي إم/360 |
| الجيل الثالث (ترانزستورات ودارات متكاملة ضيقة النطاق ومتوسطته وواسعته) | الحواسيب الصغيرة   | إتش بي 2100 (HP 2100)، نظام آي بي إم/32، نظام آي بي إم/36، المعالج ذو البيانات المبرمجة (8-11) |
| الجيل الثالث (ترانزستورات ودارات متكاملة ضيقة النطاق ومتوسطته وواسعته) | الحواسب المكتبية   | إتش بي 9100 (HP 9100) |
| الجيل الرابع (دارت متكاملة تكاملاً وسيع النطاق (VLSI))                  | حاسوب صغير         | فكس (VAX) |
| الجيل الرابع (دارت متكاملة تكاملاً وسيع النطاق (VLSI))                  | حاسوب صغري (4 بت)  | إنتل 4004، إنتل 4040 |
| الجيل الرابع (دارت متكاملة تكاملاً وسيع النطاق (VLSI))                  | حاسوب صغري (8 بت)  | إنتل 8008، إنتل 8080، موتورولا 6800، موتورولا 6809، موس تكنولوجي 6502، زلوغ زد 80 |
| الجيل الرابع (دارت متكاملة تكاملاً وسيع النطاق (VLSI))                  | حاسوب صغري (16 بت) | إنتل 8088، زلوغ زد 8000، WDC 65C816 |
| الجيل الرابع (دارت متكاملة تكاملاً وسيع النطاق (VLSI))                  | حاسوب صغري (32 بت) | إنتل 80386، بنتيوم، موتورولا 68000، آرم 7 (ARMv7) |
| الجيل الرابع (دارت متكاملة تكاملاً وسيع النطاق (VLSI))                  | حاسوب صغري (64 بت) | دي إي سي ألفا ‏، ميبس (MIPS)، حوسبة دقيقة بمجموعة تعليمات مخفضة (PA-RISC)، باور بي سي، سبارك، إكس 86-64 (x86-64)، آرم 8 (ARMv8) |
| الجيل الرابع (دارت متكاملة تكاملاً وسيع النطاق (VLSI))                  | الأنظمة المُضمَّنة    | إنتل 8048، إنتل 8051 |
| الجيل الرابع (دارت متكاملة تكاملاً وسيع النطاق (VLSI))                  | الحاسوب الشخصي     | مكتبي، منزلي، محمول، لوحي، ملبوس، مساعد رقمي شخصي (PDA). |

### مواضيع أخرى مرتبطة بالعتاد
| الأجهزة الطرفية (الإدخال والإخراج) | إدخال                       | فأرة، لوحة مفاتيح، عصا القيادة، ضوئية، آلة تصوير، لويحة بيانية، لاقط صوت                                                    |
| الأجهزة الطرفية (الإدخال والإخراج) | إخراج                       | شاشة، طابعة، مكبرات الصوت                                                                                                   |
| الأجهزة الطرفية (الإدخال والإخراج) | إدخال وإخراج                | شاشات اللمس، مبرقة كاتبة |
| مساري                              | قصيرة المدى                 | آر إس 232 (RS-232)، واجهة النظام الحاسوبي الصغير (SCSI)، مسرى الربط بين المكونات الطرفية (PCI)، المسرى التسلسلي العام (USB) |
| مساري                              | طويلة المدى (شبكات الحاسوب) | إثرنت، أسلوب النقل اللاتزامني (ATM)، الواجهة البينية للبيانات الموزعة بالألياف (FDDI)                                       |

يضم الحاسوب شائع الاستعمال أربعة مكونات رئيسة: وحدة الحساب والمنطق، ووحدة المعالجة المركزية، والذواكر، ووحدات الإدخال والإخراج. تتصل هذه المكونات فيما بينها باستعمال المساري التي غالباً ما تكون مجموعة من الأسلاك. في داخل كل من هذه المكونات دارات إلكترونية صغيرة قد يصل عددها إلى المليارات، يمكن تشغيلها أو إيقافها باستعمال ترانزستور. تُمثّل كل دارة بتًا واحدًا من المعلومات، لو شُغِّلت فهي تُمثِّل القيمة "1" ولو أُوقِفت تُمثِّل القيمة "0".

### أجهزة الإدخال

عتاد حاسوب شخصي في منتصف العقد الأول من القرن الحادي والعشرين. 1: ماسحة ضوئية، 2: معالج صغري، 3: بطاقة ذاكرة، 4 بطاقة توسعة، 5: وحدة التغذية، 6: سواقة الأقراص المضغوطة، 7: سواقة الأقراص المرنة، 8: اللوحة الأم، 9: مكبرا صوت، 10: الشاشة، 11: نظام التشغيل، 12 نافذة، 13: لوحة المفاتيح، 14: فأرة، 15: قرص صلب خارجي، 16: طابعة.

تساعد أجهزة الإدخال الحاسوبَ على استقبال بيانات غير معالجة لمعالجتها وإرسالها للخرج.
- لوحة المفاتيح
- آلة تصوير رقمية
- لويحة بيانية
- ماسحة ضوئية
- عصا القيادة
- لاقط الصوت
- الفأرة
- ساعة زمن حقيقي[الإنجليزية]
- كرية التعقب
- شاشة اللمس
- القلم الضوئي

### أجهزة الإخراج
وهي الوسائل التي يمكن فيها استعراض ناتج معالجة الأوامر، سواء بصرياً أو سمعياً أو عبر الطباعة على وسيط مادي، من الأمثلة عليها:
- شاشة حاسوب
- طابعة
- مكبر الصوت
- راسمة
- جهاز إسقاط

### وحدة التحكم

مثال عن كيفية قراءة وحدة التحكم لتعليمة متوافقة مع معمارية ميبس.

تدير وحدة التحكم مكونات الحاسوب الأخرى، وتُسمَّى أحياناً نظام التحكم أو المُتحكِّم المركزي. وظيفتها الرئيسة قراءة تعليمات البرنامج وتفسيرها، أي فك ترميزها، ثم تحويلها إلى إشارات تحكم تُفعِّل أجزاء أخرى من الحاسوب. يمكن لوحدات التحكم في الحواسيب المتقدمة أن تُغير ترتيب تنفيذ بعض التعليمات لتحسين الأداء.
عداد البرنامج هو عنصر رئيس مشترك في تصاميم وحدات المعالجة المركزية، وهو موقع في الذاكرة يُسمَّى سجلاً، ويحتفظ بعنوان الذاكرة للتعليمة التي ستقرأ تالياً.
تعمل وحدة التحكم كما يأتي:
1. قراءة رموز التعليمة التالية من الموقع المحدَّد بالعنوان الموجود في عداد البرنامج.
2. فك الرمز الرقمي للتعلمية والحصول على مجموعة من الأوامر أو الإشارات لتطبيقها على مكونات أخرى.
3. زيادة قيمة عداد البرنامج ليشير إلى موقع التعليمة التالية في الذاكرة.
4. قراءة البيانات التي تحتاجها التعليمة من الذاكرة، أو من أداة دخل مثلاً، يكون موقع أو مصدر البيانات مُحدداً بالرموز الرقمية التي تكوِّن التعليمة نفسها.
5. جلب البيانات الضرورية لوحدة الحساب والمنطق.
6. لو كان تنفيذ التعليمة يحتاج استعمالاً مخصصاً للعتاد، أرسل الأوامر اللازمة للعتاد لعمل العملية المطلوبة.
7. كتابة ناتج عمل وحدة الحساب والمنطق في الذاكرة، أو في سجل أو عرضه على أداة خرج.
8. عودة إلى الخطوة الأولى.

إن عداد البرنامج هو موقع تخزين في الذاكرة، ويمكن تغيير قيمته بعمليات حسابية. إضافة 100 مثلاً إلى قيمة عداد البرنامج ستسبب قراءة التعليمة التي تقع بعد 100 تعليمة من موقع التنفيذ الحالي. تُسمى عملية تعديل قيمة عداد البرنامج بالقفز، وهي تسمح بإنشاء عناصر التحكم بالانسياب نحو بنى الاختيار وبنى التكرار.
تتابع العمليات الذي تجريه وحدة التحكم لمعالجة عملية ما هو برنامج حاسوب صغير بحد ذاته، وفي بعض تصاميم وحدات المعالجة المعقدة يُنظِّم متتبع صغري هذا المسألة بتنفيذ نص برمجي صغري يسبب حصول ما سبق.

### وحدة المعالجة المركزية
تُعرف وحدة الحساب والمنطق مع المسجلات باسم وحدة المعالجة المركزية. صُنعت وحدات المعالجة المُبكِّرة من مكونات منفصلة، لكنها تُنشَأ منذ سبعينيات القرن العشرين على دارة متكاملة واحدة مصنوعة من الأكاسيد المعدنية لأشباه الموصلات، وتُسمَّى معالجاً صغرياً.

### وحدة الحساب والمنطق (ALU)
تُنجِز هذه الوحدات نوعين من العمليات: الحسابية والمنطقية. قد تكون العمليات الحسابية التي تجريها وحدة الحساب والمنطق محصورة بالجمع والطرح فقط، وقد تشمل الضرب والقسمة والدوال المثلثية، نحو: الجيب، وجيب التمام، والجذور التربيعية. تدعم بعض الوحدات فقط الأعداد الصحيحة، في حين تشمل عمليات بعضها الأعداد ذات الفواصل مع درجات دقة مختلفة. يكون كل حاسوب قادراً في العموم على تبسيط العمليات المعقدة إلى عدد من العمليات البسيطة التي يمكن أن ينفذها، ولكن الوقت المستغرق لعمل ذلك سيكون أكبر. تنفَّذ الوحدة عمليات منطقية، ويكون خرجها قيماً منطقية، أي إمَّا 0 أو 1. من العمليات المنطقية: النفي، والعطف المنطقي، والفرق المنطقي. تستعمل هذه العمليات لبناء عبارات منطقية أكثر تعقيداً مثل التعابير الشرطية.
تتضمن المعالجات العددية الفائقة وحدات حساب ومنطق متعددة، ويسمح لها هذا بمعالجة تعليمات متعددة على التوازي. تستطيع المعالجات الرسومية والحواسب التي تحتوي ميزات، مثل: التعليمات وحيدة البيانات المتعددة (SIMD)، والتعليمات المتعددة والبيانات المتعددة (MIMD)، أن تُنفِّذ عمليات حسابية على المُتجَّهات والمصفوفات.

### الذاكرة

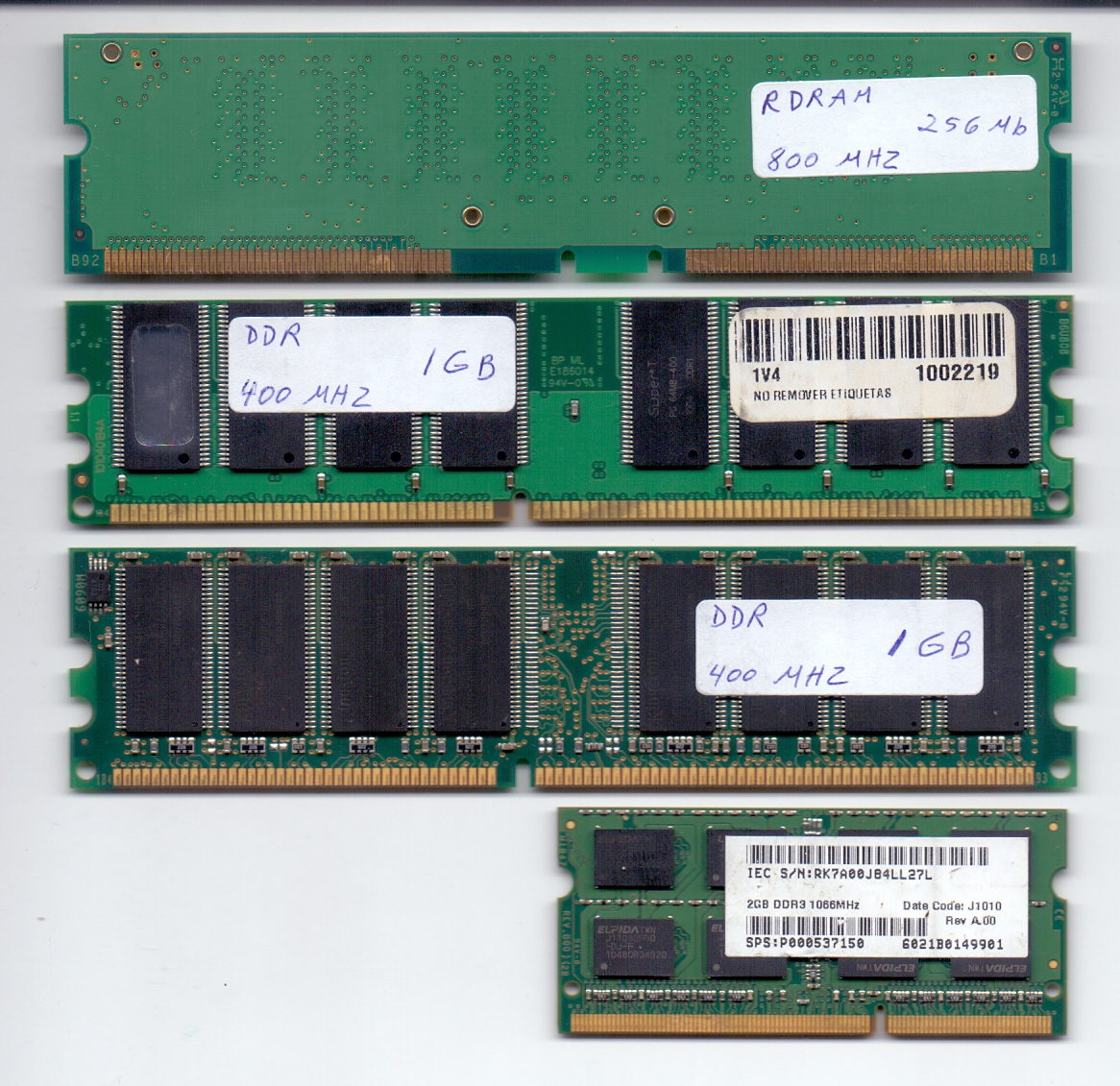
مجموعة من بطاقات ذواكر الوصول العشوائية المستعملة في الحاسوب.

الذاكرة في الحاسوب هي مجموعة من الخلايا التي يمكن كتابة الأرقام فيها أو قراءتها. تخزِّن كل خلية رقماً واحداً، ويكون لها مُعرِّف مميز يُسمَّى عنوانها. ويمكن بعدها للحاسوب أن يجري عمليات حسابية على القيم المُخزَّنة في الخلايا باستعمال عنوانها. المعلومات المخزنة في الذاكرة مجرَّدة، ويمكن أن تستعمل لتمثيل أي شيء: حرف أبجدي أو عدد رياضي أو حتى تعليمة من تعليمات الحاسوب، ولا تميز الذاكرة بينها، وتكون عملية التمييز من مهام البرمجيات.
تخزِّن كل خلية في الحواسيب المعاصرة عدداً ثنائياً مكون من مجموعة من 8 بتات تُسمَّى بايتاً. يمكن لكل بايت أن يُمثِّل 256 رقماً مختلفاً (28 = 256) تتراوح بين 0 إلى 255 أو بين −128 إلى +127. أما لتخزين أعداد أكبر، فتُستعمل مجموعة من البايتات المتتالية، اثنان أو أربعة أو ثمانية، في حين تُمثَّل الأعداد السالبة باستعمال المتمم الثنائي. مع أن طرق تمثيل أخرى ممكنة، إلا أنها نادراً ما تستعمل.
تضم وحدة المعالجة المركزية مجموعة خاصة من خلايا الذاكرة تُسمَّى السجلات، تستعمل الوحدة السجلات لتخزين البيانات الأكثر استعمالاً لتجنب قراءتها في كل من الذاكرة الرئيسة، فالكتابة والقراءة في السجلات أسرع مقارنة مع الذاكرة الرئيسة. قد تحتوي وحدة المعالجة على سجلين فقط، ولكن قد يزيد عدد السجلات عن مئة في بعض الأنواع.
تُصنف ذاكرة الحاسوب تحت صنفين رئيسين:
- ذاكرة القراءة فقط
- ذاكرة الوصول العشوائي

يمكن قراءة ما يوجد في ذاكرة الوصول العشوائي أو الكتابة فيها في أي وقت، وهي تفقد ما يُخزَّن فيها لو قُطِعت عنها التغذية الكهربائية نتيجة لإيقاف تشغيل الحاسوب. أما ذاكرة القراءة فقط، فإنها تُحمَّل ببيانات وبرمجيات لا تتغير، وتقرؤها وحدة المعالجة فقط، وهي لا تفقد ما فيها، حتى لو قطعت التغذية الكهربائية عنها، لذلك تُستعمل عادة لتخزين تعليمات الإقلاع. تضم ذاكرة القراءة فقط في الحاسوب الشخصي برنامجاً مخصصاً يُسمَّى النظام الأساسي للإدخال والإخراج ينسِّق عملية تحميل نظام التشغيل من القرص الصلب إلى ذاكرة القراءة العشوائية. أما في الأنظمة المُضمَّنة التي لا تحتوي أقراص تخزين صلبة، فإنَّ كل البرمجيات الضرورية تُخزَّن في ذاكرة القراءة فقط، وتُسمَّى البرمجيات التي تُخزَّن بهذا الشكل بالبرمجيات الثابتة؛ لأنها مُثبتة على العتاد لا يُمكن للمستخدم تغييرها. تطمس الذاكرة الوميضية الحد الفاصل بين ذاكرة القراءة فقط وذاكرة الوصول العشوائي، فهي تحتفظ بما يُخزن فيها بعد انقطاع التغذية، ويمكن إعادة الكتابة فيها، ولكنها أبطأ بكثير من النوعين السابقين، لذلك يكون استعمالها محصوراً في التطبيقات التي تكون السرعة العالية فيها غير ضرورية.
يوجد في الحواسيب الأكثر تعقيداً أكثر من ذاكرة مخبئية مرفقة مع وحدة المعالجة المركزية. تكون عملية القراءة والكتابة فيها أبطأ من السجلات، ولكنها أسرع من الذاكرة الرئيسة. تُصمم هذه الحواسيب لتنقل آلياً البيانات الأكثر استعمالاً إلى الذاكرة المخبئية من دون تدخل المبرمجين.

### وحدات الإدخال والإخراج

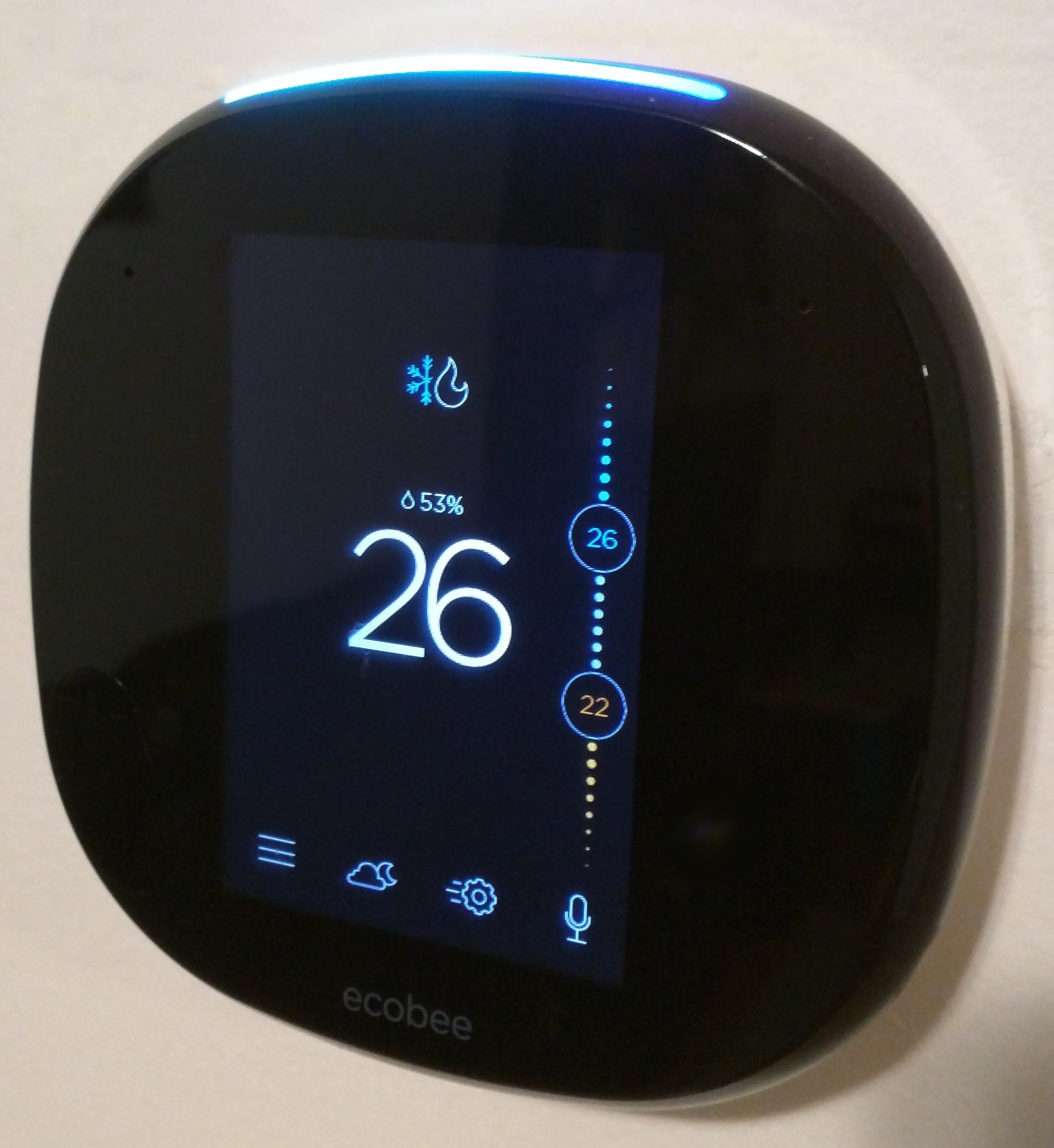
شاشة اللمس هي مثال عن جهاز يمثل وحدة دخل وخرج معاً.

وحدات الدخل والخرج هي الوسائل التي يتبادل فيها الحاسوب المعلومات مع العالم المحيط. تسمَّى الأجهزة التي تؤدي وظائف الدخل والخرج بالطرفيات. تشمل الطرفيات في حاسوب شخصي أجهزة الدخل مثل الفأرة ولوحة مفاتيح حاسوب، وأجهزة الخرج مثل الشاشة والطابعة. بعض الأجهزة مثل شاشة اللمس تكون جهاز إدخال وإخراج في الوقت نفسه.

### تعدد المهام
يمكن للحاسوب أن يكون متعدد المهام، وهذا يعني أنه قادر على تشغيل برامج عديدة في الوقت نفسه من التبديل بسرعة بين البرامج. يمكن أن تُنفَّذ الآلية السابقة باستعمال المقاطعة، وفيها يتوقف الحاسوب عن تنفيذ تعليمات البرنامج التي يُنفذها حالياً، وينتقل إلى تنفيذ تعليمات أخرى، ثم يعود مرة أخرى بعد الانتهاء من تنفيذ التعليمات الأخرى إلى التعليمات الأولى التي كان يعمل عليها قبل المقاطعة وينهي تنفيذها، وهذا يعني بالضرورة أن الحاسوب يحتاج إلى تخزين موقع التعليمات الأولى قبل الانتقال إلى تنفيذ الأخرى. لو نُفِّذت العملية السابقة عدة مئات من المرات في الثانية على برامج عديدة، فإنها ستبدو وكأنها تُنفَّذ في الوقت نفسه، أما الحقيقة فهي أن الحاسوب ينفذ برنامجاً واحداً فقط في كل لحظة زمن. تُسمى هذه الطريقة لتعدد المهام بتشارك الزمن؛ لأن كل برنامج يحصل على "شريحة" محددة من الزمن ليُنفذ فيها، ويكون زمن التنفيذ المجمل مُشتركاً بين البرامج.
قبل انتشار الحواسب رخيصة الثمن، كان الهدف من تعدد المهام هو السماح بمشاركة حاسوب واحد بين أشخاص متعددين. يبدو مما سبق أن الحاسوب سيكون أبطأ في التنفيذ بما يتناسب مع عدد البرامج التي يُشغلها، ولكن في التطبيق العملي وُجِد أن سبب التأخير هو انتظار الحاسوب لمدخلات أجهزة الدخل التي لم تنهِ مهمتها بعد. أي إذا كان البرنامج ينتظر أن يضغط المستخدم على مفتاح في لوحة المفاتيح، أو ينقر بالفأرة، فعندها لم يحصل البرنامج على "الشريحة الزمنية" حتى حصول الحدث الذي يُنتظر حدوثه. تُحرر هذه الخاصية مزيداً من الزمن للبرامج الأخرى لتعمل معاً من غير إبطاء غير مُستحَب.

### المعالجة المتعددة

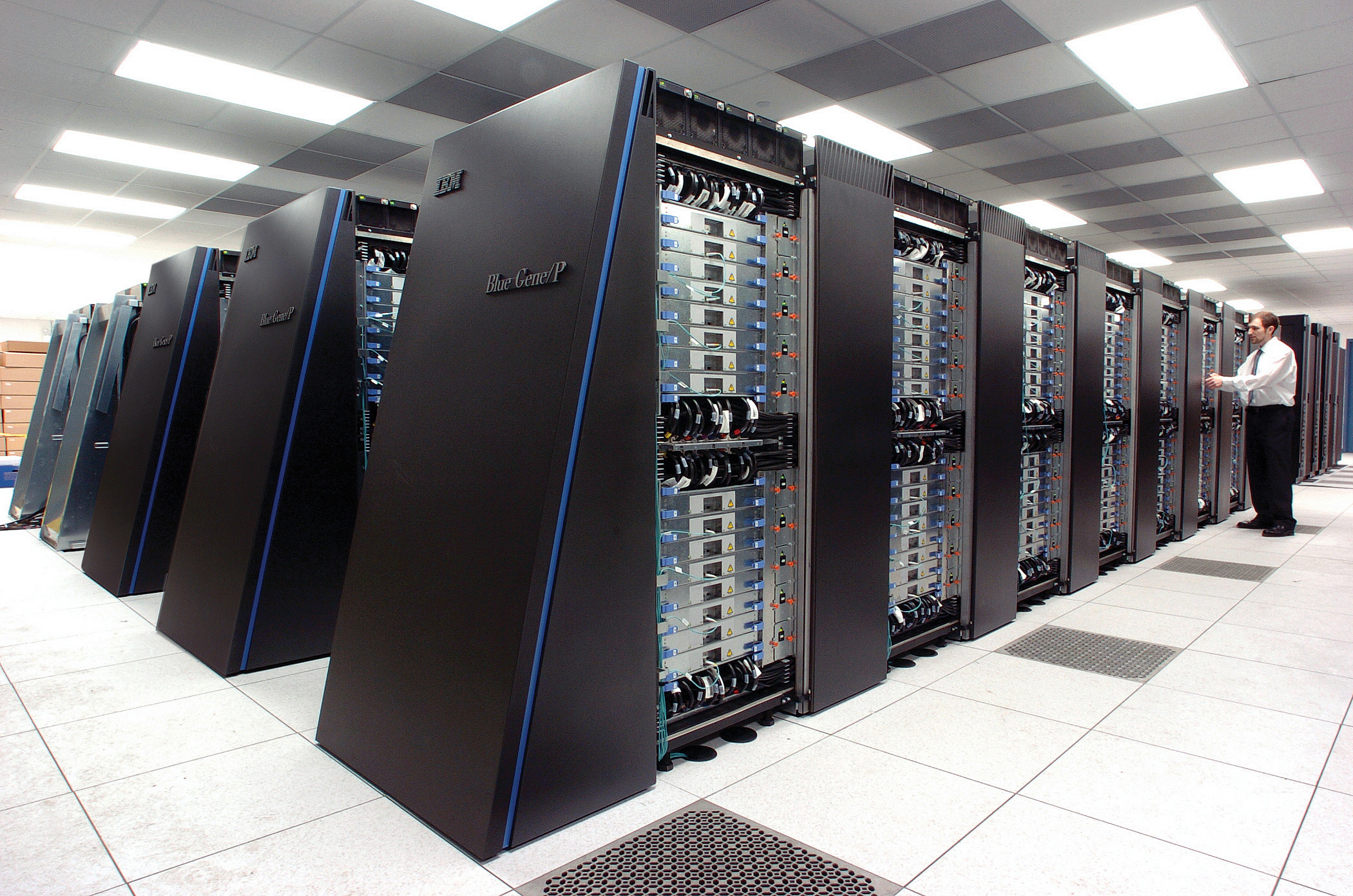
حاسوب الجينة الزرقاء الفائق في مختبر أرجون الوطني.

تُصمم بعض الحواسيب لتوزع عملها على وحدات معالجة مركزية عديدة باستعمال تقانة تُسمَّى المعالجة المتعددة، اختصت هذه التقانة بالحواسيب الكبيرة ذات قدرات المعالجة العالية مثل الحواسيب الفائقة والمركزية والخوادم فيما سبق، ولكنها أصبحت متوفرة في الحواسيب الشخصية والحواسيب المحمولة، خاصة بهيئة معالج متعدد النوى.
يكون للحواسيب الفائقة عادةً معمارية فريدة تختلف عن معمارية حواسيب البرامج المخزونة والحواسيب عامة الاستعمال. وتحتوي في الغالب على آلاف وحدات المعالجة المركزية ومساري مخصصة عالية السرعة وعتاد مصمم لدعم الحوسبة. تستعمل هذه الحواسيب عادة في إنجاز محاكاة كبرى بالحاسوب، وفي تصيير واسع النطاق للرسوميات، وفي تطبيقات التعمية.

## البرمجيات
تشمل كلمة "البرمجيات" أجزاء الحاسوب التي ليس لها هيئة مادية، مثل: البرامج، والبيانات، والمكتبات، والبروتوكول، وتتكون من معلومات مرموزة أو تعليمات، على عكس العتاد الذي يُبنى منه الحاسوب. تُقسم البرمجيات عادةً إلى برمجيات النظم وبرمجيات تطبيقية، ويشمل المفهوم أيضاً بيانات لا يمكن تنفيذها كما تُنفَّذ البرامج مثل مستندات توثيق البرمجيات.
تحتاج البرمجيات والعتاد بعضهما البعض، ولا يمكن لأحدهما أن يعمل بمعزلٍ عن الآخر. لكن البرمجيات تكون مستقلة عن العتاد عموماً، أي يمكن استعمالها مع غير قيود صارمة تحدد العتاد المطلوب، أما البرمجيات التي لا تعمل إلا مع نوع محدد من العتاد بالبرمجيات الثابتة مثل النظام الأساسي للإدخال والإخراج.
| نظام تشغيل      | يونكس وتوزيعة برمجيات بيركلي              | نظام يونكس الخامس، آي بي إم إيه آي إكس، إتش بي - يو إكس، سولاريس (صن أو إس)، آيركس                                                                 |
| نظام تشغيل      | جنو/لينكس                                 | قائمة توزيعات لينكس، مقارنة بين توزيعات لينكس |
| نظام تشغيل      | مايكروسوفت ويندوز                         | ويندوز 95، ويندوز 98، ويندوز إن تي، ويندوز 2000، ويندوز الألفية، ويندوز إكس بي، ويندوز فيستا، ويندوز 7، ويندوز 8، ويندوز 8.1، ويندوز 10، ويندوز 11 |
| نظام تشغيل      | دوس (نظام تشغيل)                          | دوس 86 (QDOS)، آي بي إم دوس، إم إس-دوس، دوس (دي آر) (DR-DOS)، فري دوس                                                                              |
| نظام تشغيل      | أنظمة تشغيل ماكينتوش                      | تاريخ ماك أو إس، ماك أو إس |
| نظام تشغيل      | نظام تشغيل مدمج ونظام تشغيل الوقت الحقيقي | قائمة نظم التشغيل |
| نظام تشغيل      | تجريبي                                    | أميبا |
| مكتبة برمجية    | وسائط متعددة                              | دايركت إكس، مكتبة الرسوميات المفتوحة، مكتبة الصوت المفتوحة، فولكان (واجهة برمجة التطبيقات)                                                         |
| مكتبة برمجية    | مكتبة البرمجة                             | مكتبة سي المعيارية، مكتبة القوالب المعيارية |
| بيانات          | بروتوكولات                                | حزمة بروتوكولات الإنترنت، بروتوكول نقل الملفات، بروتوكول نقل النص الفائق، بروتوكول نقل البريد البسيط                                               |
| بيانات          | صيغة ملف                                  | لغة ترميز النص الفائق، لغة الترميز القابلة للامتداد، جيه بيه إيه جي، إم بي إي جي، بي إن جي (صيغة ملفات)                                            |
| واجهة المستخدم  | واجهة مستخدم رسومية                       | مايكروسوفت ويندوز، جنوم، كدي، كيو إن إكس فوتون، سي دي إي، أكوا (واجهة مستخدم)                                                                      |
| واجهة المستخدم  | واجهة مستخدم نصية                         | واجهة سطر الأوامر، واجهة مستخدم نصية |
| برمجيات تطبيقية | حزمة مكتب                                 | معالج كلمات، نشر مكتبي، برنامج تقديم، قاعدة بيانات، الجدولة وإدارة الوقت، جدول، برمجيات محاسبة                                                     |
| برمجيات تطبيقية | وصول الإنترنت                             | متصفح ويب، عميل بريد إلكتروني، خادم ويب، خادم الرسائل، تراسل فوري                                                                                  |
| برمجيات تطبيقية | التصميم والتصنيع                          | تصميم بمساعدة الحاسوب، تصنيع بمساعدة الحاسوب، إدارة المصنع، التصنيع الآلي، إدارة سلسلة التوريد                                                     |
| برمجيات تطبيقية | رسوميات حاسوبية                           | محرر رسوميات نقطية، رسومات حاسوبية ثلاثية الأبعاد، تحريك حاسوبي، رسومات حاسوبية ثلاثية الأبعاد، تحرير الفيديو، معالجة الصور الرقمية                |
| برمجيات تطبيقية | صوت رقمي                                  | برامج تحرير الصوت، مشغل وسائط، التوليف الصوتي، موسيقى الكمبيوتر                                                                                    |
| برمجيات تطبيقية | هندسة البرمجيات                           | مُصرِّف، لغة التجميع، مُفسِّر، مصحح، محرر نصوص، بيئة تطوير متكاملة، ضبط النسخ (الحاسوب)، إدارة تكوين البرمجيات                                           |
| برمجيات تطبيقية | تعليمية                                   | ترفيه تربوي، لعبة تعليمية، لعبة جادة، محاكاة الطيران                                                                                               |
| برمجيات تطبيقية | لعبة فيديو                                | إستراتيجية، ألعاب الصالات، لعبة فيديو ألغاز، لعبة محاكاة، تصويب منظور الشخص الأول، لعبة منصات، لعبة كثيفة اللاعبين على الإنترنت، أدب تفاعلي        |
| برمجيات تطبيقية | متفرقات                                   | ذكاء اصطناعي، مضاد فيروسات، تثبيت/نظام إدارة الحزم، مدير الملفات                                                                                   |

### لغات البرمجة
يوجد الآلاف من لغات البرمجة تتراوح في درجة تخصصها بين العام الذي يمكن استعماله لأي غرض والدقيق المخصَّص الذي طور استجابة لحاجة محددة دقيقة.
| قوائم لغات البرمجة             | التسلسل الزمني للغات البرمجة، قائمة لغات البرمجة وفق النوع، قائمة لغات البرمجة حسب الأصل، قائمة لغات البرمجة، لغات برمجة غير إنجليزية    |
| لغات تجميع شهيرة               | آرم (ARM)، ميبس (MIPS)، لغة تجميع x86 |
| لغات برمجة شهيرة عالية المستوى | أيدا (Ada)، بيسيك، (BASIC) سي (C)، سي++ (++C)، سي شارب (#C)، كوبول (COBOL)، فورتران (Fortran)، جافا (Java)، ليسب (Lisp)، باسكال (Pascal) |
| لغات إخطاطية شهيرة             | جافا سكريبت، بايثون (Python)، روبي (Ruby)، بيرل (Perl)                                                                                   |

### البرامج
ما يميز الحواسيب الحديثة اليوم عن كل الآلات الأخرى هو إمكانية البرمجة، وهذا يعني أنه يوجد طريقة ما لإدخال مجموعة من التعليمات تُسمى برنامجاً إلى الحاسوب لينفذها. تملك الحواسيب الحديثة لغة آلة يمكن كتابة برنامج بها باستعمال البرمجة الأمرية، وقد يكون طول البرنامج فيها سطور متعددة، وقد يطول لملايين التعليمات، ويمكن للحواسيب أن تعالج (تُنفِّض) الملايين من هذه التعليمات كل ثانية من غير وجود أخطاء، وتقاس هذه القدرة بوحدة فلوبس وهي عدد التعليمات الشاملة للفاصلة المتحركة التي يمكن للحاسوب تنفيذها في الثانية.

#### معمارية البرامج المخزونة
تعليمات الحاسوب في معظم الحالات بسيطة: أضف عدداً إلى آخر، أو أُنقل بعضاً من البيانات من موقع إلى آخر، أو أرسل رسالة إلى جهاز خارجي... تُقرأ التعليمات من ذاكرة الحاسوب، وتُنفَّذ وفق الترتيب الذي وردت به. يوجد تعليمات معدودة وظيفتها تغيير تتابع التنفيذ، وتسمى تعليمات التفرع: إما تنفيذ تعليمات تسبق التعليمة الحالية في الترتيب، ويكون القفز حينها إلى الخلف، وإما تنفيذ تعليمات تتبع التعليمة الحالية في الترتيب، ويكون القفز حينها إلى الأمام. قد تحتوي تعليمة التفرع على تعبير شرطي، يحدد حصول عملية القفز من عدمها نتيجة لحساب رياضي يعتمد على قيم مخزنة في الذاكرة. تدعم العديد من الحواسب مفهوم "الدوال" وهي مجموعة من التعليمات التي يمكن تنفيذها عند الحاجة من خلال تعليمة تفرع خاصة تُسمى تعليمة الاستدعاء، وهي تحفَظ موقع التنفيذ الذي يسبقها لتعود إليه بعد انتهاء تنفيذ الدالة اعتماداً على تعليمة تفرع خاصة تُسمَّى تعليمة العودة توجد في نهاية الدالة.
يُشبه تنفيذ برنامج الحاسوب قراءة كتاب. يُقرَأ الكتاب تتابعاً من البداية إلى النهاية: كلمة كلمة وسطراً سطراً، ولكن يمكن في أحيانٍ كثيرة أن يعود القارئ إلى مواقع من الكتاب قرأها سابقاً ليتذكر معلومة محددة ذُكرت فيها، ويمكن أن يتجاوز فصلاً كاملاً فلا يقرأه لعدم اهتمامه بمحتواه. يُسمَّى تتابع القراءة، ويقابله تتابع تنفيذ التعليمات في حالة الحاسوب، انسياب التحكم. ينساب التحكم عند التنفيذ من غير تدخل المبرمجين، فقد يسبب تنفيذ مجموعة محددة من التعليمات تكراراً عدة مرات حتى تحقق شرطًا محددًا، ويمكن أن يستدعي دالة ما حسب قيمة شرط آخر، وقد ينفذ التعليمات تتابعاً حتى نهاية البرنامج.
يمكن للإنسان باستعمال آلة حاسبة أن ينفذ عمليات حساب بسيطة، مثل أن يجمع عددين، أو يضربهما بضغطات بسيطة ومعدودة. أما عمليات الحساب الطويلة أو المعقدة مثل مجموعة الأعداد الصحيحة بين 1 و1000، فيصعب تنفيذها يدوياً؛ لأنها تتطلب آلاف الضغطات على مفاتيح الآلة الحاسبة ووقتاً طويلاً للتنفيذ، ناهيك باحتمال حدوث أخطاء قد تؤدي إلى إعادة التنفيذ من البدء. يمكن برمجة الحاسوب لتنفيذ المجموع السابق باستعمال عدد قليل من التعليمات البسيطة مقارنة بالإنسان. المثال التالي هو لبرنامج مكتوب بلغة تجميع ميبس:
```
  
begin:

  
addi
 
$8
,
 
$0
,
 
0
           
# القيمة الابتدائية للمجموعة هي 0

  
addi
 
$9
,
 
$0
,
 
1
           
# أول عدد سيُضاف هو 1

  
loop:

  
slti
 
$10
,
 
$9
,
 
1000
       
# تحقق من أن قيمة العدد المُضاف أقل من 1000

  
beq
 
$10
,
 
$0
,
 
finish
      
# اخرج من التكرار لو كانت القيمة أكبر من 1000

  
add
 
$8
,
 
$8
,
 
$9
           
# احسب المجموع تراكمياً

  
addi
 
$9
,
 
$9
,
 
1
           
# احسب العدد التالي الذي سيُضاف (+1)

  
j
 
loop
                   
# كرر عملية الجمع

  
finish:

  
add
 
$2
,
 
$8
,
 
$0
           
# ضع المجموع في سجل الخرج

```

عند تنفيذ هذا البرنامج، فإن الحاسوب سينفذ تكراراً عملية الجمع من غير تدخل المبرمجين، ومن غير أخطاء. يمكن للحواسيب المعاصرة أن تُنفِّذ هذا البرنامج في أجزاء قليلة من الثانية.

#### لغة الآلة
نكتب التعليمات في الحواسيب باستعمال لغة الآلة، ويكون لكل تعليمة رقم فريد مميز يُسمَّى رمز العملية، أي يكون لتعليمة جمع عددين رمز واحد فريد، ويكون لعملية ضرب عددين رمز آخر فريد مختلف عن رمز تعليمة الجمع، وهكذا... يكون عدد التعليمات في الحواسيب البسيطة صغيراً محدوداً، أما في الحواسب المعقدة، فقد يبلغ عددها المئات. بما أن ذاكرة الحاسوب تخزِّن الأرقام، فإنها قادرة على تخزين التعليمات أيضاً، لأن برنامج الحاسوب بأكمله هو مجموعة من الأرقام، ويمكن بالتالي تخزينه والتعامل معه بالطريقة نفسها التي تُخزَّن البيانات الرقمية فيها، وهذه هي الفكرة الجوهرية في معمارية فون نيومان. يوجد معماريات أخرى أقل انتشاراً مثل معمارية هارفارد، وفيها تكون الذاكرة التي تُخزِّن البيانات مفصولة تماماً عن الذاكرة التي تخزن التعليمات.
كتبت البرامج في الحواسيب المبكرة بلغة الآلة مباشرة، ولا يوجد مانع نظرياً من كتابة أي برنامج بلغة الآلة مباشرة، ولكنها عملية صعبة وكثيرة الأخطاء، خاصةً لو كان البرنامج معقداً وطويلاً. تعطى كل تعليمة بدلاً عن ذلك اسماً بسيطاً مختصراً يُستدل به على وظيفتها بسهولة مثل: وADD للجمع، وSUB للطرح، وMULT للضرب، وJUMP للقفز، وهكذا... وتجمع هذه التعليمات بعضها مع بعضٍ لتشكل ما يُعرف باسم لغة التجميع. ينقل تطبيق خاص، يُسمَّى المُجمِّع، البرنامج المكتوب بلغة التجميع إلى لغة الآلة.

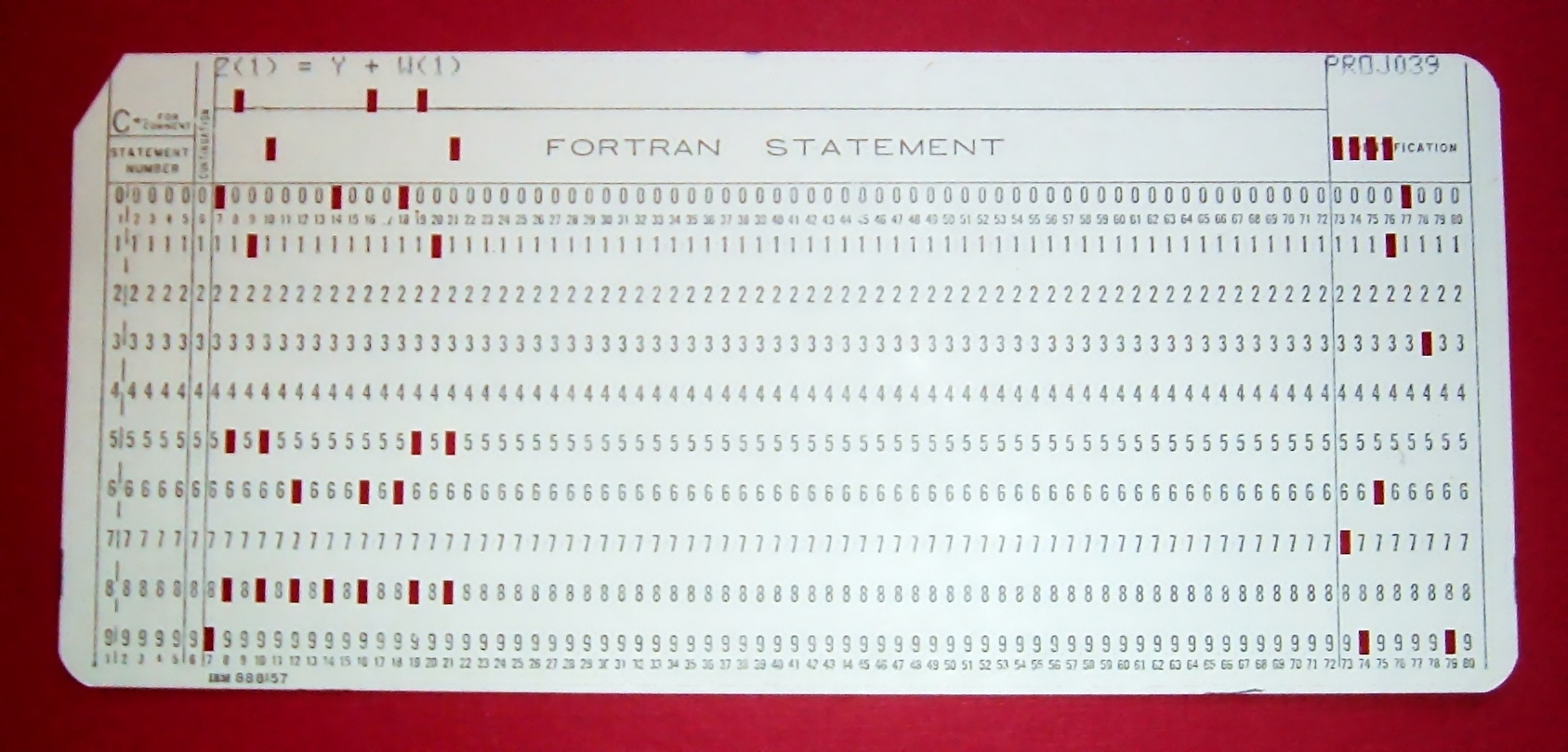
بطاقة مثقبة من سبعينيات القرن العشرين تتضمن سطراً واحداً من برنامج بلغة فورتران هو: "Z(1) = Y + W(1)". رقم البطاقة هو PROJ039.

#### لغة البرمجة
تستعمل لغات البرمجة لكتابة البرامج التي تنفذها الحواسيب. تُصمم لغات البرمجة، على خلاف اللغات الطبيعية، لتُعبِّر عن المراد بجلاء وإيجاز. لغات البرمجة كلها مكتوبة، وتصعب قراءتها جهاراً، تترجم إلى لغة الآلة قبل تنفيذها باستعمال مُصرِّف أو مُجمِّع، أو تترجم مباشرة عند تنفيذها باستعمال مُفسِّر، تُنفَّذ بعض البرامج بطريقة هجينة تشمل التقنيتين السابقتين.

##### اللغات منخفضة المستوى
تشمل اللغات منخفضة المستوى لغات الآلة ولغات التجميع، وتكون كل لغة منها متخصصة بمعمارية فريدة لوحدة المعالجة المركزية في الحاسوب. وحدة المعالجة المركزية في معمارية آرم، الموجودة عادة في الهواتف الذكية لا يمكنها أن تفهم لغة الآلة المستعملة في معمارية إكس 86 الموجودة عادة في الحواسيب الشخصية. لم يمنع هذا تصميم معماريات حوسبة أخرى على مر تاريخ الحوسبة، وانتشارها انتشاراً واسعاً.

##### اللغات عالية المستوى
كتابة البرامج بلغة التجميع أسهل من كتابتها بلغة الآلة، ولكنها، مع ذلك، صعبة وكثيرة الأخطاء ومستهلكة للوقت. لذلك، فإن البرامج تكتب عادةً بلغات أكثر تجريداً تُسمَّى لغات البرمجة عالية المستوى. تُصرَّف البرامج المكتوبة بلغات البرمجة عالية المستوى إلى لغة الآلة مباشرةً أو مروراً بلغة تجميع، ويُسمَّى البرنامج الذي يُصرِّفها بالمُصِّرف. تكون اللغات عالية المستوى أقل ارتباطاً بالحاسوب الهدف الذي تعمل عليه مقارنةً بلغات التجميع، لذلك فمن الممكن استعمال مُصرِّفات متعددة لترجمة برنامج واحد إلى لغة الآلة لحواسيب مختلفة، يمكن مثلاً توفير لعبة فيديو ما على مشغلات ألعاب فيديو مختلفة باستعمال مُصرِّفات مختلفة تترجم النص البرمجي للعبة، المكتوب بلغة عالية المستوى، للغات آلة المُشغِّلات المطلوبة. طوَّرت جريس هوبر أول مُصرِّف للغة برمجة.

#### تصميم البرامج
تصميم البرامج الصغيرة بسيط، ويتضمن تحليل المشكلة وجمع المدخلات ثم استعمال لغة البرمجة لتنفيذ الخوارزميات وكتابة الإجرائيات، ثم طباعة البيانات الناتجة على أداة الخرج. تُستعمل ميزات مثل البرامج الفرعية والتوثيق عندما تصبح المشكلة أعقد وأكبر حجماً، وقد تستعمل أنماط برمجة أخرى مثل برمجة كائنية التوجه. تتألف البرامج الكبيرة من آلاف السطور، وتحتاج إلى منهج عمل متناسق لتطويرها. إن مهمة إنتاج برمجيات مقبولة ذات موثوقية عالية في إطار زمني محدد ما تزال صعبة المنال. وهي موضوع بحث يدرسه اختصاص هندسة البرمجيات وتحدٍ تسعى شركات البرمجة للتغلب عليه.

#### الأخطاء

عثة وجدت محصورة بين نقطتي تلامس في المُرحلة 70 في اللوحة F في الحاسوب مارك الثاني في أثناء الاختبار في جامعة هارفارد في 9 أكتوبر سنة 1947م. ألصق عمال الصيانة العثة على سجل الصيانة وكتبوا: "أول حالة مُسجلة لحشرة".

توجد الأخطاء البرمجية في البرامج، وقد تكون حميدة لا أثر لها على عمل البرنامج، أو قد تكون ذات أثر محدود، ولكنها قد تؤدي أيضاً إلى تجمَّد البرنامج وجعله لا يستجيب للمستخدمين، كما قد تؤدي إلى فشل البرنامج كاملاً أو انهياره. قد يستغل بعض قراصنة الحاسوب الأخطاء الحميدة لتطوير برمجيات استغلال وتعطيل التنفيذ السليم لتنفيذ البرنامج. ليست الأخطاء وليدة الحواسيب التي تنفِّذ فقط التعليمات التي تُعطى لها، لكنها نتيجة لخطأ ارتكبه المبرمج عند كتابة البرنامج. الكلمة الإنكليزي التي تدل على الخطأ البرمجي هي (بالإنجليزية: Bug)، وهي تدل على كلمة حشرة أيضاً. يُنسَب الاستعمال الأول لهذه الكلمة في سياق الحوسبة للدلالة على الخطأ البرمجي لعالمة الحاسوب الأمريكية غريس هوبر، التي طوَّرت مُصرِّف لغات البرمجة الأول، فقد عثرت على عثة ميتة محشورة في مُرحِّل في الإصدار الثاني من حاسوب هارفرد في سبتمبر 1947م.

## التشبيك والإنترنت

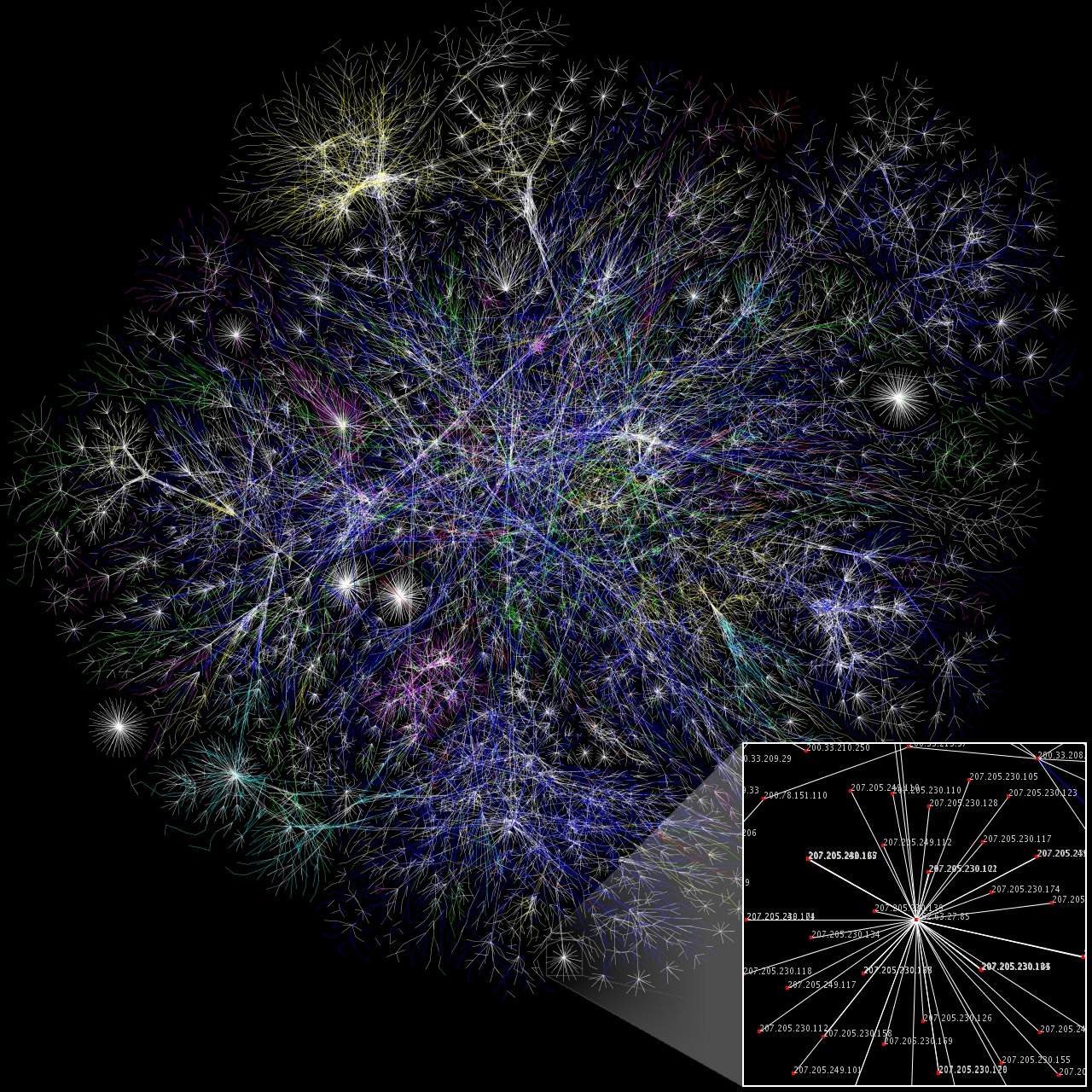
تمثيل مرئي لجزء من المسارات في الإنترنت.

استعملت الحواسيب لنقل المعلومات بين مواقع عديدة منذ خمسينيات القرن العشرين. كانت بيئة الأرض نصف الآلية المعروفة اختصاراً بالاسم الرمزي ساج (بالإنجليزية: SAGE) المثال الأول لنظام شبكة بيانات، وكان الأساس الذي بُنيت عليه عدد من أنظمة التشبيك التجارية لاحقاً مثل بيئة أبحاث الأعمال نصف الآلية المعروفة اختصاراً بالاسم سِيبر (بالإنجليزية: Sabre). بدأ مهندسو الحاسوب في مراكز الأبحاث في الولايات المتحدة بربط شبكاتهم المحلية معاً باستعمال تقانات الاتصال البُعدي، وموَّلت وكالة مشاريع أبحاث الدفاع المتقدمة، التي كانت تُعرَف بالاسم المُختصر أربا (بالإنجليزية: ARPA) هذه الجهود، وبُنيت شبكة الحاسوب أربانت نتيجة لذلك. ثم شاعت التقانات التي استعملت لبناء أربانت خارج النطاقين البحثي والعسكري، وتطورت لتكون الأساس للإنترنت.
ساهم صعود شبكات البيانات في إعادة تعريف طبيعة الحاسوب وحدوده وإمكانياته. عُدِّلت أنظمة التشغيل والبرامج لتسمح بالنفاذ إلى موارد موجودة في حواسيب أخرى على الشبكة أو لتخزين البيانات وقراءتها من مخدِّمات متصلة مع الشبكة. كان انتشار هذه التقنيات محدوداً في البداية بالعاملين في البيئات المتطورة عالية التقانة، ولكن انتشار التطبيقات البسيطة التي لا تتطلب معرفة تقنية متقدمة مثل البريد الإلكترونية وخدمات الوب بالإضافة لتطوير تقنيات شبكة سريعة مثل الإثرنت وخط المشترك الرقمي غير المتناظر جعل استعمال الحواسيب في بيئات العمل كلها أمراً لا مفر منه بدءاً من تسعينيات القرن العشرين، وأصبح اتصال الحواسيب مع الإنترنت لنقل البيانات في العمل والمنزل أمراً واسع الانتشار، وتطورت في الفترة نفسها شبكات البيانات اللاسلكية مثل واي فاي وشبكات الاتصال الخلوية؛ مما سمح باتصال أسهل مع الإنترنت.

## المستقبل
ليس بالضرورة أن يكون الحاسوب مكوناً من عناصر إلكترونية ولا أن يحتوي على معالج أو ذاكرة وصول عشوائي أو قرص صلب. مع أن الاستعمال الدارج لكلمة الحاسوب مرتبط بالحاسوب الشخصي الإلكتروني، إلا أن تعريف الحاسوب هو: "أي آلة تقوم بثلاث مهمات: تتلقى مدخلات ذات بنية مُعرَّفة، وتعالجها وفق قواعد معرَّفة سلفاً، وتولَّد النتائج كمخرجات"، حسب هذا التعريف، فإن أي جهاز يعالج المعلومات يمكن أن يُصنَّف على أنه حاسوب.
الأبحاث جارية لصناعة حواسيب غير تقليدية باستعمال تقانات مختلفة، مثل الحواسيب البصرية وحواسيب الحمض النووي والحواسيب العصبونية والحواسيب الكمومية. الغالب الأعم من الحواسيب عامٌ قادرٌ على حساب الدوال الحَسُوبَة، ويكون كل منها محدوداً بسعة ذاكرته وبسرعة إنجاز العمليات الحسابية، ولكن تصاميم أخرى للحاسوب أعطت نتائج مختلفة أداءً عند معالجة مشكلات محددة، مثلاً تستطيع الحواسيب الكمومية استخراج مُعمَّى خوارزمية تعمية حديثة، مثل خوارزمية شور بسرعة كبيرة.

### أنماط معمارية الحاسوب
توجد أنواع مختلفة لمعماريات الحاسوب:
- الحاسوب الكمومي في مقابل الحاسوب الكيميائي
- المعالج السلمي[الإنجليزية] في مقابل المعالج المتجهي
- حواسيب بذاكرة نفاذ غير موحَّد (NUMA)
- الآلات ذات السجل[الإنجليزية] في مقابل الآلات ذات المكدس[الإنجليزية]
- معمارية هارفارد في مقابل معمارية فون نيومان
- المعمارية الخلوية

يبدو الحاسوب الكمومي هو الاتجاه الواعد لإحداث ثورة في الحوسبة من بين هذه الآلات المجردة.

### الذكاء الصنعي
يحل الحاسوب المشكلات التي تواجهه متبعاً الطريقة التي بُرمِج بها بحذافيرها، ومن غير اهتمام بوجود طرائق أخرى أكثر كفاءة أو حلولًا بديلة أو اختصارات ممكنة أو حتى أخطاء في النص البرمجي. لكن الذكاء الصنعي وتعلُّم الآلة سوف يغيران هذا الجانب، فهما يسمحان للحاسوب بالتعلم من التجارب السابقة والتكيف مع الظروف المحيطة وطرح حلول إبداعية جديدة غير موجودة في البرامج التي ينفذها.

## المهن والمنظمات
أصبح الحاسوب جزءاً من سوق العمل، فعُدِّل بعضٌ من الاختصاصات القديمة لتشمل الحاسوب أو أحد جوانبه وتدرسها، في حين ظهرت مهن وأعمال جديدة مرتبطة بالحاسوب وتقانته، لم تكن موجودة قبله.
| مرتبطة بالعتاد    | هندسة الإلكترونيات، هندسة الكهرباء، هندسة الحاسوب، هندسة الاتصالات، هندسة بصرية، هندسة نانوية                                                             |
| مرتبطة بالبرمجيات | علم الحاسوب، هندسة الحاسوب، نشر إلكتروني، تفاعل الإنسان مع الحاسوب، تقانة المعلومات، نظم معلومات، هندسة البرمجيات، صناعة ألعاب الفيديو، تصميم مواقع الويب |

تستعمل الحواسيب في تبادل المعلومات بين أطراف مختلفة، لذلك وجدت حاجة لاستعمال مواصفات موحدة متفق عليها، لذلك تهتم مجموعة من منظمات المعايير ومجموعات مهنية أو منتديات، بعضها رسمي وبعضها غير رسمي، بوضع معايير مرتبطة بالحاسوب وتطبيقاته.
| مجموعات لوضع المعايير                  | المعهد الأمريكي للمعايير الوطنية (ANSI)، اللجنة الكهروتقنية الدولية (IEC)، معهد مهندسي الكهرباء والإلكترونيات (IEEE)، مجموعة مهندسي الإنترنت (IETF)، المنظمة الدولية للمعايير (ISO)، رابطة الشبكة العالمية (W3C) |
| مجتمعات مهنية                          | جمعية آلات الحوسبة (ACM)، رابطة نظم المعلومات (AIS)، معهد الهندسة والتقانة (IET)، الجمعية الدولية لمعالجة المعلومات (IFIP)، جمعية الحاسبات البريطانية (BCS)                                                      |
| مجموعات البرمجيات الحرة ومفتوحة المصدر | مؤسسة البرمجيات الحرة، مؤسسة موزيلا، مؤسسة برمجيات أباتشي |

## هوامش
1. ↑  لا يوجد دليل على الأصل الهيليني للأسطرلاب الكروي، وتشير الأدلة المتوفرة إلى أنه قد يكون صناعة إسلامية مبكرة أصيلة من غير جذورٍ إغريقية.[6]
2. ↑   كانت مساحة نردة إنتل 4004، التي صُنعت سنة 1971م، 12 ملم2 وضمت  2300 ترانزستور. للمقارنة، مساحة نردة بنتيوم برو هي 306 ملم2 وتضم 5.5 مليون ترانزستور.[37]
3. ↑   الغالبية العظمى من مجموعات التعليمات بطول 64 بتاً هي توسيعات لمجموعات مبكرة. على سبيل المثال، فإن مجموعات التعليمات المذكورة في هذا البند  في الجدول، ما خلا مجموعة ألفا، وُجِدت أولاً بطول 32 بتاً.
4. ↑   لم يكن تفسير التعليمات هو دور وحدة التحكم الوحيد في الماضي كما هو الحال في الحواسيب الحديثة. كان لدى بعض من الحواسب تعليمات تُفسَّر جزئياً بوحدة التحكم على أن يُستكمل التفسير بجهاز آخر لاحقاً. مثلاً استعمل الحاسوب الإلكتروني الذاتي ذو المتغير المنفصل[الإنجليزية]، الشهير بالاسم الرمزي إدفاك، وحدة تحكم تُفسِّر أربعة تعليمات فقط. أما التعليمات الحسابية، فكانت تُمرَّر إلى وحدة الحساب فيه حيث يُفك ترميزها هناك.
5. ↑  تشغل التعليمات عادةً أكثر من عنوان ذاكرة، لذلك فإن عداد البرنامج لا يزيد عادةً بمقدار واحد، بل بعدد مواقع الذاكرة اللازمة لتخزين تعليمة واحدة
6. ↑  هذا الوصف مُبسَّط وبعض الخطوات فيه قد تنفذ على التوازي أو بترتيب مختلف حسب نوع وحدة المعالجة المركزية.
7. ↑  يمكن إعادة الكتابة في الذاكرة الومضية لعدد محدود من المرات قبل تلفها، لذلك تكون فائدتها قليلة في حالات الوصول المكثَّف.[41]
8. ↑  من الشائع أيضًا تجميع حواسيب فائقة من مكونات الأجهزة الاستهلاكية الرخيصة؛ وعادةً ما تكون حواسيب فردية متصلة بشبكة. يمكن لهذه الحواسيب التي توصف أيضاً بأنها عناقيد، أن تؤدي أداءً يرقى، في كثير من الأحيان، لأداء حاسوب فائق، ولكن بتكلفة أقل بكثير من التصاميم المخصصة.
9. ↑  يوجد في بعض الحالات لغات آلة متوافقة مع معماريات حوسبة مختلفة. معمارية 
إكس86-64 مثلاً متوافقة مع معالج صغري مثل آثلون 64، وفي الوقت نفسه مع معالجات إنتل مزدوجة النواة بالإضافة لمعالجات أقدم مثل بنتيوم وإنتل 80486. أما الحواسيب التجارية المبكرة، فتنزع لغات الآلة فيها لتكون مخصصة لمعماريتها وحدها، ولا تتوافق مع معماريات أخرى.
10. ↑  يُمكِن أن تُفسَّر اللغات عالية المستوى أحياناً بدلاً من أن تُصرَّف. وهذا يعني ترجمتها إلى لغة الآلة مباشرة في أثناء التنفيذ باستعمار برنامج آخر يُسمَّى المُفسِّر.
11. ↑  لا يمكن تعميم كون الأخطاء البرمجية مقتصرة على أخطاء المبرمجين وحدهم،  قد يُخفِق عتاد الحاسوب، أو قد يحوي مشكلة في بنيته تؤدي إلى ظهور نتائج غير متوقعة في حالات متعددة. مثلاً سبب خطأ بنتيوم عند القسمة مع فاصلة متحركة[الإنجليزية] في معالج بنتيوم في أوائل تسعينيات القرن العشرين بظهور نتائج غير دقيقة عند قسمة الأعداد ذات الفاصلة المتحركة. كان سبب هذه المشكلة عيباً في تصميم المعالج الصغري.

## فهرس الإحالات
المنشورات
بالإنكليزية
1. ↑  Simpson (1989), vol. 3, p. 640.
2. ↑  Robson (2008), p. 5.
3. ↑  Marchant (2006), p. 534–538.
4. ↑  Wiet (1975), p. 649.
5. ↑  [a] Sezgin (2004), p. 35, 38.
[b] Charette (2006), p. 551-552.
6. ↑  Savage-Smith (1992), p. 296-299.
7. ↑  Bedini (1966), p. 1-69.
8. ↑  Price (1984), p. 22-52.
9. ↑  PriHill (1985), p. 139–163.
10. ↑  [a] Thomas (2008), p. 1055–1063.
[b] Jauregui (2022), p. 1-14.
11. ↑  Kneusel (2017), p. 84-85.
12. ↑  [a] Randell (1982), p. 6, 11–13.
[b] Quevedo (1982), p. 109-120.
[c] Aspray (1990), p. 59-98.
13. ↑  Randel (2003), p. 545.
.
14. ↑  Rojas (1998), p. 51-54.
15. 1 2  O'Regan (2010), p. 65.
16. 1 2 3 4  Copeland (2006), p. 101–115.
17. ↑  Eckert (1964), p. 1.
18. ↑  [a] Light (1999), p. 459.
[b] Evans (2018), p. 39.
19. ↑  Turing (1937), p. Q25864184.
20. ↑  Copeland (2004), p. 22.
21. ↑  Enticknap (1998), p. 6-9.
22. ↑  Puers (2017), vol. 1, p. 14.
23. 1 2  Moskowitz (2016), p. 165.
24. ↑  Lavington (1998), p. 34–35.
25. ↑  [a] Yarborough (1998), p. 100–106.
[b] Yarborough (1960), p. 139.
26. ↑  Motoyoshi (2009), p. 43–48.
27. 1 2  Hittinger (1973), p. 48–59.
28. ↑  Malmstadt (1994), p. 389.
29. ↑  Fossum (2013), p. vii.
30. ↑  Dummer (1953), p. 167-169.
31. ↑  [a] Kilby (1964), p. 1.
[b] Winston (1998), p. 221.
32. ↑  Saxena (2009), p. 140.
33. ↑  Noyce (1961), p. 1.
34. ↑  [a] Lojek (2007), p. 120.
[b] Bassett (2007), p. 46.
[c] Deal (1998), p. 181–182.
35. 1 2  Kuo (2013), p. 55–61.
36. ↑  Colinge (2016), p. 2.
37. ↑  Patterson (1998), p. 27–39.
38. ↑  Faggin (2009), p. 8-21.
39. ↑  Eck (2000), p. 54.
40. ↑  Kontoghiorghes (2006), p. 45.
41. ↑  Verma (1988), p. 158-166.
42. ↑  Eadie (1968), p. 12.
43. ↑  Barna (1976), p. 85.
44. ↑  Peek (2002), p. 130.
45. ↑  Davis (2002), p. 111.
46. ↑  [a] Cragon (2020), p. 5.
[b] Xu (2021), p. 60.
47. ↑  Smith (2013), p. 6.
48. ↑  Leach (2016), p. 11.
49. ↑  Zhu (2005), p. 47–72.
50. ↑  Leach (2016), p. 56.
51. ↑  Sommerville (2007), p. 4–17.
52. ↑  Hughes (2000), p. 161.
53. ↑  Leiner (1999), p. 22-31.
54. ↑  Dumas (2006), p. 340.

بالفرنسية
1. ↑  Quevedo (1901), p. 1.

بالعربية
1. ↑  [أ] شابسيغ (2016)، ص. 34.
[ب] الجمعية السورية (2000)، ص. 112.
2. ↑  الكيلاني (2001)، ص. 111.
3. ↑  علي (1986)، ص. 18.
4. ↑  ابن منظور (1993)، ج. 1، ص. 310-317.
5. ↑  أبو حرب (1985)، ص. 287.
6. ↑  مجلة مجمع القاهرة: م46، ج. 3، ص. 599.
7. ↑  [أ] أبو النجا (1986)، ص. 29.
[ب] هولاند (1987)، ص. 29.
[جـ] الكيلاني (2001)، ص. 111.
8. ↑  البعلبكي (2005)، ص. 436.
9. ↑  تريسي (2014)، ص. 1083.
10. ↑  الجمعية السورية (2000)، ص. 112-117.
11. ↑  مكتب تنسيق التعريب (2000)، ص. 25-26.
12. ↑  مجمع القاهرة (2012)، ص. 118-124.
13. ↑  مجمع دمشق (2018)، ص. 47-50.
14. ↑  بكني (2019)، ص. 28.
15. ↑  الجمعية السورية (2000)، ص. 112.

الوب
بالإنجليزية
1. ↑  Denise Schmandt-Besserat (05-1998). "Tokens: The Cognitive Significance". The University of Texax at Austin (بالإنجليزية). Archived from the original on 30-01-2012. Retrieved 30-01-2012. {{استشهاد ويب}}: تحقق من التاريخ في: |تاريخ= (help)
2. 1 2  Ray Girvan (06-2003). "The revealed grace of the mechanism: computing after Babbage". Scientific Computing World (بالإنجليزية). Archived from the original on 03-11-2012. Retrieved 03-11-2012. {{استشهاد ويب}}: تحقق من التاريخ في: |تاريخ= (help)
3. ↑  "Babbage". Science museum (بالإنجليزية). Archived from the original on 2012-08-07. Retrieved 2012-08-07.
4. 1 2 3 4  Jack Copeland (18 Dec 2000). "The Modern History of Computing". Stanford Encyclopedia of Philosophy (بالإنجليزية). Archived from the original on 2010-07-12. Retrieved 2024-06-16.
5. ↑  Horst Zuse. "The Life and Work of Konrad Zuse, Part 4: Konrad Zuse's Z1 and Z3 Computers". Everyday Practical Electronics (EPE) (بالإنجليزية). Archived from the original on 2008-06-01. Retrieved 2008-06-17.
6. ↑  Mary Bellis (15 May 2019). "Biography of Konrad Zuse, Inventor and Programmer of Early Computers". ThoughtCo (بالإنجليزية). Archived from the original on 2020-12-13. Retrieved 2024-06-16.
7. ↑  Peggy Salz Trautman (20 Apr 1994). "A Computer Pioneer Rediscovered, 50 Years On". The New York Times (بالإنجليزية). Archived from the original on 2016-11-04. Retrieved 2016-11-04.
8. ↑  [a] Joe Miller (10 Nov 2014). "Joan Clarke, woman who cracked Enigma cyphers with Alan Turing". British Broadcasting Corporation (BBC) (بالإنجليزية). Archived from the original on 2014-11-10. Retrieved 2024-06-16.
[b] Suzanne Bearne (24 Jul 2018). "Meet the female codebreakers of Bletchley Park". Guardian News & Media (بالإنجليزية). Archived from the original on 2019-02-07. Retrieved 2024-06-16.
9. ↑  "Bletchley's code-cracking Colossus". British Broadcasting Corporation (BBC) (بالإنجليزية). 2 Feb 2010. Archived from the original on 2010-02-04. Retrieved 2024-06-16.
10. ↑  "Colossus - The Rebuild Story". The National Museum of Computing (بالإنجليزية). Archived from the original on 2015-04-18. Retrieved 2015-04-18.
11. ↑  "Early computers at Manchester University". Resurrection: The Bulletin of the Computer Conservation Society (بالإنجليزية). 1992. Archived from the original on 2017-08-28. Retrieved 2024-06-18.
12. ↑  Joanne Allison; Kulwinder Gill (16 Nov 2008). "Early Electronic Computers (1946–51): Computers in 1946". University of Manchester (بالإنجليزية). Archived from the original on 2009-01-05. Retrieved 2009-01-05.
13. ↑  Joanne Allison; Kulwinder Gill (16 Nov 2008). "Introduction to the Mark 1". University of Manchester (بالإنجليزية). Archived from the original on 2008-10-26. Retrieved 2008-10-26.
14. ↑  
"1960: Metal oxide semiconductor (mos) transistor demonstrated: John Atalla and Dawon Kahng fabricate working transistors and demonstrate the first successful mos field-effect amplifier". Computer History Museum (بالإنجليزية). Archived from the original on 2019-10-27. Retrieved 2024-06-19.
15. ↑  Ian Young (12 Dec 2018). "Transistors Keep Moore's Law Alive". EE Times (بالإنجليزية). Archived from the original on 2024-04-21. Retrieved 2024-06-18.
16. ↑  David Laws (4 Dec 2013). "Who invented the transistor?". Computer History Museum (بالإنجليزية). Archived from the original on 2013-12-13. Retrieved 2023-06-19.
17. ↑  "The Chip that Jack Built". Texas Instruments (بالإنجليزية). Archived from the original on 2015-05-01. Retrieved 2015-05-01.
18. ↑  "1959: Practical monolithic integrated circuit concept patented: Robert Noyce builds on jean hoerni's planar process to patent a monolithic integrated circuit structure that can be manufactured in high volume". Computer History Museum (بالإنجليزية). Archived from the original on 2019-10-24. Retrieved 2024-06-20.
19. ↑  "1964: First commercial MOS IC introduced: General microelectronics uses a metal-oxide-semiconductor (MOS) process to pack more transistors on a chip than bipolar ICs and builds the first calculator chip set using the technology". Computer History Museum (بالإنجليزية). Archived from the original on 2015-12-22. Retrieved 2024-06-21.
20. ↑  "1968: Silicon gate technology developed for ICs: Federico Faggin and Tom Klein improve the reliability, packing density, and speed of MOS ICs with a silicon-gate structure". Computer History Museum (بالإنجليزية). Archived from the original on 2020-07-29. Retrieved 2024-06-21.
21. ↑  Clay Shields (31 May 2004). "Why do computers crash?". Scientific Aamerican (بالإنجليزية). Archived from the original on 2018-05-01. Retrieved 2024-06-15.
22. ↑  Alexander L. Taylor III (16 Apr 1984). "The Wizard Inside The Machine". Time (بالإنجليزية). Archived from the original on 2007-03-16. Retrieved 2007-03-16.

### معلومات المراجع كاملة
المقالات المحكمة
- Alan Turing (1937). "On Computable Numbers, with an Application to the Entscheidungsproblem" (PDF). Proceedings of the London Mathematical Society (بالإنجليزية). s2-42 (1): 230–265. DOI:10.1112/PLMS/S2-42.1.230. ISSN:0024-6115. OCLC:4655179592. QID:Q25864184. (erratum)
- G. W. A. Dummer (1953), Electronic components in Great Britain (بالإنجليزية), vol. 72, pp. 167–169, DOI:10.1109/EE.1953.6438507, OCLC:5871519478, QID:Q61714399
- William C. Hittinger (1973). "Metal-Oxide-Semiconductor Technology". Scientific American (بالإنجليزية). 229 (2): 48–59. Bibcode:1973SciAm.229b..48H. DOI:10.1038/SCIENTIFICAMERICAN0873-48. ISSN:0036-8733. JSTOR:24923169. OCLC:4657668253. QID:Q126690380.
- Leonardo Torres Queved (1982). "Electromechanical Calculating Machine". The origins of digital computers: selected papers. Texts and monographs in computer science (بالإنجليزية): 109–120. DOI:10.1007/978-3-642-61812-3_7. ISBN:978-3-540-11319-5. OCLC:5679026876. QID:Q126688420.
- Brian Randell (1982). "From Analytical Engine to Electronic Digital Computer: The Contributions of Ludgate, Torres, and Bush". IEEE Annals of the History of Computing (بالإنجليزية). 4 (4): 327–341. DOI:10.1109/MAHC.1982.10042. ISSN:1058-6180. OCLC:5871951397. Zbl:0998.01508. QID:Q55871751.
- Derek Solla Price (1984). "A History of Calculating Machines". IEEE Micro (بالإنجليزية). 4 (1): 22–52. DOI:10.1109/MM.1984.291305. ISSN:0272-1732. QID:Q29540221.
- Silvio Bedini; Francis R. Maddison (1966). "Mechanical Universe: The Astrarium of Giovanni de' Dondi". Transactions of the American Philosophical Society (بالإنجليزية). 56 (5): 1–69. DOI:10.2307/1006002. ISSN:0065-9746. JSTOR:1006002. OCLC:914240. QID:Q55921922.
- Donald R. Hill (1985). "Al-Bīrūnī's mechanical calendar". Annals of Science (بالإنجليزية). 42 (2): 139–163. DOI:10.1080/00033798500200141. ISSN:0003-3790. OCLC:812891599. QID:Q55922253.
- G. Verma; N. Mielke (1988). "Reliability performance of ETOX based flash memories". 26th Annual Proceedings Reliability Physics Symposium 1988 (بالإنجليزية): 158–166. DOI:10.1109/RELPHY.1988.23444. OCLC:5872463855. S2CID:111298660. QID:Q126729051.
- B. E. Deal (1998). "Highlights of silicon thermal oxidation technology". Silicon materials science and technology: proceedings of the Eighth International Symposium on Silicon Materials Science and Technology (بالإنجليزية). 98–1: 179–199. ISBN:978-1-56677-193-1. QID:Q126850376.
- Nicholas Enticknap (1998). "Computing's Golden Jubilee". Computer Resurrection: The Bulletin of the Computer Conservation Society (بالإنجليزية) (20): 6–9. ISSN:0958-7403. QID:Q126699581.
- Raúl Rojas (1998). "How to make Zuse's Z3 a universal computer". IEEE Annals of the History of Computing (بالإنجليزية). 20 (3): 51–54. DOI:10.1109/85.707574. ISSN:1058-6180. OCLC:5872089227. QID:Q55867303.
- E.H. Cooke-Yarborough (1998). "Some early transistor applications in the UK". Engineering Science & Education Journal (بالإنجليزية). 7 (3): 100–106. DOI:10.1049/ESEJ:19980301. ISSN:0963-7346. OCLC:206488287. QID:Q55869087.
- Barry M. Leiner; Vinton G. Cerf; David D. Clark; et al. (1999). "A Brief History of the Internet". ACM SIGCOMM - Computer Communication Review (بالإنجليزية). 39 (5): 22–31. arXiv:cs/9901011. Bibcode:1999cs........1011L. DOI:10.1145/1629607.1629613. ISSN:0146-4833. OCLC:691122371. S2CID:15845974. QID:Q126718151.
- Jennifer S. Light (1999). "When Computers Were Women" (PDF). Technology and Culture (بالإنجليزية). 40 (3): 455–483. DOI:10.1353/TECH.1999.0128. ISSN:0040-165X. JSTOR:25147356. OCLC:907755170. S2CID:108407884. QID:Q126689823.
- Brian Randell; Maurice V. Wilkes; Paul E. Ceruzzi (2003). "Digital computers, history of". Encyclopedia of Computer Science (بالإنجليزية): 545–570. ISBN:978-0-470-86412-8. QID:Q126683713.
- François Charette (2006). "Archaeology: High tech from Ancient Greece". Nature (بالإنجليزية). 444 (7119): 551–552. DOI:10.1038/444551A. ISSN:1476-4687. OCLC:202918237. PMID:17136077. QID:Q29031663. (erratum)
- Jo Marchant (2006). "In search of lost time". Nature (بالإنجليزية). 444 (7119): 534–538. DOI:10.1038/444534A. ISSN:1476-4687. OCLC:8632939864. PMID:17136067. QID:Q22250868.
- Ross Knox Bassett (2007). To the Digital Age: Research Labs, Start-up Companies, and the Rise of MOS Technology. Johns Hopkins Studies in the History of Technology (بالإنجليزية). Baltimore: Johns Hopkins University Press. ISBN:978-0-8018-8639-3. OCLC:842972932. QID:Q126756062.
- Federico Thomas (2008). "A short account on Leonardo Torres' endless spindle". Mechanism and Machine Theory (بالإنجليزية). 43: 1055–1063. DOI:10.1016/J.MECHMACHTHEORY.2007.07.003. hdl:10261/30460. ISSN:0094-114X. OCLC:5901014654. Zbl:1188.01012. QID:Q126680577.
- Federico Faggin (2009). "The Making of the First Microprocessor". IEEE Solid-State Circuits Magazine (بالإنجليزية). 1 (1): 8–21. DOI:10.1109/MSSC.2008.930938. ISSN:1943-0582. OCLC:4798834838. QID:Q126733999.
- Makoto Motoyoshi (2009). "Through-Silicon Via (TSV)". Proceedings of the IEEE (بالإنجليزية). 97 (1): 43–48. DOI:10.1109/JPROC.2008.2007462. ISSN:0018-9219. OCLC:4798840827. S2CID:29105721. QID:Q126717375.
- Yue Kuo (2013). "Thin Film Transistor Technology—Past, Present, and Future". The Electrochemical Society interface (بالإنجليزية). 22 (1): 55–61. Bibcode:2013ECSIn..22a..55K. DOI:10.1149/2.F06131IF. ISSN:1064-8208. OCLC:9591824474. QID:Q126733665.
- Erika E. Smith (2013). "Recognizing a Collective Inheritance through the History of Women in Computing". CLC Web: Comparative Literature and Culture (بالإنجليزية). 15 (1): 1–10. DOI:10.7771/1481-4374.1972. ISSN:1481-4374. OCLC:8092774642. QID:Q59759166.
- Valentin Gomez-Jauregui; Andres Gutierrez-Garcia; Francisco A. González-Redondo; Miguel Iglesias; Cristina Manchado; Cesar Otero (2022). "Torres Quevedo's mechanical calculator for second-degree equations with complex coefficients". Mechanism and Machine Theory (بالإنجليزية). 172: 1–14. DOI:10.1016/J.MECHMACHTHEORY.2022.104830. hdl:10902/24391. ISSN:0094-114X. OCLC:9458676255. S2CID:247503677. QID:Q126680630.
- Emilie Savage-Smith (1992). "Islamic Technology: An Illustrated History: By AHMAD Y. AL-HASSAN and DONALD R. HILL. Cambridge:  Cambridge University Press,  1992. Pp.  xvi + 304. Price PB £14.95. 0-521-42239-6". Journal of Islamic Studies (بالإنجليزية). 4 (2): 296–299. ISSN:0955-2340. OCLC:4644018617. QID:Q126888104.

الكتب
بالعربية
- محمد خير أبو حرب (1985)، المعجم المدرسي، مراجعة: ندوة النوري (ط. 1)، دمشق: وزارة التربية، OCLC:1136027329، QID:Q116176016
- محمد فريد غنايم (1986)، قاموس الكومبيوتر العربي (بالعربية والإنجليزية)، مراجعة: طاهر أبو النجا، دالاس: دار النشر العالمية المحدودة، OCLC:23513152، QID:Q124094449
- فراس حسون علي (1986). قاموس مصطلحات الحاسبة الألكترونية (بالعربية والإنجليزية). لندن: إدوارد أرنولد. ISBN:978-0-7131-8449-5. OCLC:13666522. OL:11247127M. QID:Q124059623.
- ر. س. هولاند (1987). المعجم المصور للميكروإلكترونيات والميكروكمبيوتر (بالعربية والإنجليزية) (ط. 1). نيقوسيا: مؤسسة الأبحاث اللغوية. ISBN:0-942517-02-4. OCLC:4771334644. QID:Q115209924.
- ابن منظور (1994)، لسان العرب (ط. 3)، بيروت: دار صادر، OCLC:4770578388، QID:Q114878607
- معجم مصطلحات المعلوماتية (بالعربية والإنجليزية)، دمشق: الجمعية العلمية السورية للمعلوماتية، 2000، OCLC:47938198، QID:Q108408025
- المعجم الموحد لمصطلحات المعلوماتية: (إنجليزي - فرنسي - عربي). سلسلة المعاجم الموحدة (27) (بالعربية والإنجليزية والفرنسية). الرباط: مكتب تنسيق التعريب. 2000. ISBN:978-9981-1888-9-1. OCLC:1227668516. QID:Q113996988.
- تيسير الكيلاني؛ مازن الكيلاني (2001). معجم الكيلاني لمصطلحات الحاسب الإلكتروني: إنجليزي-إنجليزي-عربي موضح بالرسوم (بالعربية والإنجليزية) (ط. 2). بيروت: مكتبة لبنان ناشرون. ISBN:978-9953-10-302-0. OCLC:473796723. QID:Q108807042.
- منير البعلبكي (2005). المورد الأكبر: قاموس إنكليزي عربي حديث (بالعربية والإنجليزية). مراجعة: رمزي البعلبكي (ط. 1). بيروت: دار العلم للملايين. ISBN:978-9953-9021-6-6. OCLC:829330815. OL:13208957M. QID:Q107009855.
- تريسي أرتس، المحرر (2014). قاموس أكسفورد العربي: عربي إنجليزي - إنجليزي عربي (بالعربية والإنجليزية) (ط. 1). أكسفورد: دار نشر جامعة أكسفورد. ISBN:978-0-19-958033-0. OCLC:881018992. OL:27557011M. QID:Q123502338.
- عمر شابسيغ؛ أميمة الدكاك؛ نوار العوا؛ هاشم ورقوزق (2016)، معجم مصطلحات الهندسة الكهربائية والإلكترونية والاتصالات (بالعربية والإنجليزية)، دمشق: مجمع اللغة العربية بدمشق، QID:Q108405620
- ميشيل بكني (2019). الترانزستور ثنائي القطب: القواعد والفوائد. ISBN:978-2-9576887-0-8. S2CID:226822918. QID:Q100601027.

بالإنجليزية
- E. H. Cooke- Yarborough (1960), An introduction to transistor circuits (بالإنجليزية), Edinburgh, New York City: Oliver and Boyd, OCLC:2086974, QID:Q126724475
- Donald Eadie (1968), Introduction to the basic computer, Prentice-Hall series in electronic technology (بالإنجليزية), Englewood Cliffs: Prentice Hall, OCLC:1150047424, QID:Q126873436
- Gaston Wiet; Jean Devisse (1975), History of Mankind: The Great medieval Civilisations (بالإنجليزية), London: Allen & Unwin, vol. 3, OCLC:1270943078, QID:Q126678691
- Arpad Barna; Dan I. Porat (1976). Introduction to microcomputers and microprocessors (بالإنجليزية). New York City: Wiley. ISBN:978-0-471-05051-3. OCLC:1694187. QID:Q126884707.
- John Simpson; Edmund Weiner, eds. (1989). The Oxford English Dictionary (بالإنجليزية) (2nd ed.). Oxford: Oxford University Press. ISBN:978-0-19-861186-8. OCLC:611410378. OL:18318791M. QID:Q120829013.
- William Aspray (1990). Computing before computers (بالإنجليزية). Ames: Iowa State University Press. ISBN:978-0-8138-0047-9. OCLC:20690584. OL:2204798M. QID:Q126688539.
- Christie G. Enke (1994). Making the right connections: microcomputers and electronic instrumentation (بالإنجليزية). Washington, D.C.: American Chemical Society. ISBN:978-0-8412-2861-0. OCLC:29843898. QID:Q126733833.
- Simon Hugh Lavington (1998). A history of Manchester computers (بالإنجليزية) (2nd ed.). Swindon: British Computer Society. ISBN:978-1-902505-01-5. OCLC:156380308. QID:Q126722926.
- David A. Patterson; John L. Hennessy (1998). Computer organization and design: the hardware/software interface (بالإنجليزية) (2nd ed.). San Francisco: Morgan Kaufmann Publishers. ISBN:978-1-55860-491-9. LCCN:97016050. OCLC:1153342961. OL:670149M. QID:Q110815564.
- Brian Winston (1998). Media technology and society, a history: From the printing press to the superhighway (بالإنجليزية). London: Routledge. ISBN:978-0-415-14230-4. OCLC:60169246. QID:Q126736471.
- David J. Eck (2000). The most complex: A survey of computers and computing (بالإنجليزية). Natick: A K Peters, Ltd. ISBN:978-1-56881-128-4. OCLC:949664675. QID:Q126870885.
- Agatha C. Hughes; Thomas Parke Hughes (2000). Systems, experts, and computers: the systems approach in management and engineering, World War II and after. Dibner Institute studies in the history of science and technology (بالإنجليزية). Cambridge: The MIT Press. ISBN:978-0-262-27587-3. OCLC:51938329. QID:Q126811036.
- Gillian M. Davis (2002). Noise reduction in speech applications. Electrical engineering and applied signal processing series (بالإنجليزية). Boca Raton: CRC Press. ISBN:978-0-8493-0949-6. OCLC:48857686. QID:Q126875800.
- Jerry D. Peek; Grace Todino; John Strang (2002). Learning the UNIX operating system (بالإنجليزية) (5th ed.). Sebastopol: O’Reilly Media. ISBN:978-0-596-00261-9. OCLC:47900930. QID:Q126885519.
- Fuat Sezgin (2004). Science and technology in Islam: Catalogue of the exhibition of the Institute for the History of Arabic-Islamic Science (بالإنجليزية). Frankfurt: Institute for the History of Arabic-Islamic Science. ISBN:978-3-8298-0079-2. OCLC:58048850. QID:Q126678735.
- B. Jack Copeland, ed. (2004). The essential Turing: seminal writings in computing, logic, philosophy, artificial intelligence, and artificial life, plus the secrets of Enigma (بالإنجليزية). Oxford: Oxford University Press. ISBN:978-0-19-825079-1. OCLC:646780465. OL:7398315M. QID:Q105611850.
- Hong Zhu (2005). Software design methodology (بالإنجليزية). Oxford: Elsevier. ISBN:978-0-08-045496-2. OCLC:78052858. QID:Q126858296.
- Jack Copeland, ed. (2006). Colossus: The Secrets of Bletchley Park's Codebreaking Computers (بالإنجليزية). Oxford: Oxford University Press. ISBN:978-0-19-284055-4. LCCN:2005030993. OCLC:989544913. OL:3414828M. QID:Q126690229.
- Joseph D. Dumas (2006). Computer architecture: Fundamentals and principles of computer design (بالإنجليزية). Boca Raton: CRC Press. ISBN:978-0-8493-2749-0. OCLC:60590158. QID:Q126734866.
- Erricos John Kontoghiorghes (2006). Handbook of parallel computing and statistics. Statistics, textbooks and monographs (184) (بالإنجليزية). Boca Raton: Chapman and Hall, CRC Press. ISBN:978-0-8247-4067-2. OCLC:60767088. QID:Q126870909.
- Bo Lojek (2007). History of semiconductor engineering (بالإنجليزية). Springer Science+Business Media: Springer Science+Business Media. DOI:10.1007/978-3-540-34258-8. ISBN:978-3-540-34258-8. OCLC:317626839. QID:Q126740883.
- Ian Sommerville (2007). Software engineering (بالإنجليزية) (8th ed.). Harlow: Addison-Wesley. ISBN:978-0-321-31379-9. OCLC:65978675. QID:Q126811696.
- Eleanor Robson (2008). Mathematics in ancient Iraq: a social history (بالإنجليزية). Princeton: Princeton University Press. ISBN:978-0-691-09182-2. OCLC:174112760. OL:23145375M. QID:Q126658857.
- Arjun N. Saxena (2009). Invention of integrated circuits: untold important facts. International series on advances in solid state electronics and technology (بالإنجليزية). Hackensack: World Scientific. ISBN:978-981-281-446-3. OCLC:555908412. QID:Q126736541.
- Gerard O'Regan (2010). A brief history of computing (بالإنجليزية). London: Springer Science+Business Media. ISBN:978-1-4471-2359-0. OCLC:1302599646. OL:27022207M. QID:Q126689759.
- Jerry G. Fossum; Vishal P. Trivedi (2013). Fundamentals of ultra-thin-body MOSFETs and FinFETs (بالإنجليزية). University of Cambridge: Cambridge University Press. ISBN:978-1-139-34346-6. OCLC:862116031. QID:Q126734831.
- Jean-Pierre Colinge; Jim Greer (2016). Nanowire transistors: physics of devices and materials in one dimension (بالإنجليزية). University of Cambridge: Cambridge University Press. ISBN:978-1-107-28077-9. OCLC:962435132. QID:Q126856768.
- Ronald J. Leach (2016). Introduction to software engineering. Chapman & Hall/CRC innovations in software engineering and software development (بالإنجليزية) (2nd ed.). Boca Raton: CRC Press. ISBN:978-1-4987-0528-8. OCLC:960211949. QID:Q126740398.
- Sanford L. Moskowitz (2016). Advanced materials innovation: managing global technology in the 21st century (بالإنجليزية). New Jersey: Wiley. ISBN:978-0-470-50892-3. QID:Q126724537.
- Ronald Kneusel (2017). Numbers and computers (بالإنجليزية) (2nd ed.). Cham: Springer Science+Business Media. DOI:10.1007/978-3-319-50508-4. ISBN:978-3-319-50508-4. OCLC:973325641. QID:Q126683586.
- Robert Puers; Livio Baldi; Marcel Van de Voorde; Sebastiaan E. Van Nooten (2017). Nanoelectronics: Materials, Devices, Applications. Applications of Nanotechnology Ser (بالإنجليزية). Newark: Wiley. ISBN:978-3-527-80071-1. OCLC:983743895. QID:Q126723646.
- Claire L. Evans (2018). Broad band: the untold story of the women who made the Internet (بالإنجليزية). New York City: Portfolio. ISBN:978-0-7352-1175-9. OCLC:999581264. QID:Q126716675.
- Harvey G. Cragon (2000). Computer architecture and implementation (بالإنجليزية). Cambridge: Cambridge University Press. ISBN:978-0-521-65168-4. OCLC:860352697. QID:Q126869766.
- Zhiwei Xu; Jialin Zhang (2021). Computational thinking: a perspective on computer science (بالإنجليزية) (1st ed.). Central Area: Springer Science+Business Media. DOI:10.1007/978-981-16-3848-0. ISBN:978-981-16-3847-3. Zbl:1490.68001. QID:Q126869242.

بالفرنسية
- Leonardo Torres Quevedo (1901), Machines à calculer (بالفرنسية), Paris: Imprimerie nationale, OCLC:1176776563, QID:Q126680555

براءات الاختراع
- Robert Noyce (1961), Semiconductor device-and-lead structure (بالإنجليزية), United States Patent and Trademark Office, QID:Q126717257, US2981877
- Jack S Kilby (1964), Miniaturized electronic circuits (بالإنجليزية), United States Patent and Trademark Office, QID:Q126718735, US3138743
- Jr. John Presper Eckert; John W. Mauchly (1964), Electronic numerical integrator and computer (بالإنجليزية), United States Patent and Trademark Office, QID:Q126698488, US3120606